# 1977
| [ Edytuj tabelę ]                                                | |
| Przewodniczący Rady Państwa                                      | - 1972 Henryk Jabłoński 1985 |
| Premier Polski                                                   | - 1970 Piotr Jaroszewicz 1980 |
| Prezydent Polski na uchodźstwie                                  | - 1972 Stanisław Ostrowski 1979 |
| Premier rządu RP na uchodźstwie                                  | - 1976 Kazimierz Sabbat 1986 |
| I sekretarz KC PZPR                                              | - 1970 Edward Gierek 1980 |
| Prezydent Afganistanu                                            | - 1973 Mohammad Daud Chan 1978 |
| Przywódca Albanii                                                | - 1944 Enver Hoxha 1985 |
| Premier Albanii                                                  | - 1954 Mehmet Shehu 1981 |
| Prezydent Algierii                                               | - 1965 Huari Bumedien 1978 |
| Premier Algierii                                                 | - 1963 urząd zniesiony 1979 |
| Współksiążęta Andory                                             | - 1971 Joan Martí i Alanís 2003 - 1974 Valéry Giscard d’Estaing 1981                                                                          |
| Prezydent Angoli                                                 | - 1975 Agostinho Neto 1979 |
| Premier Angoli                                                   | - 1975 Lopo do Nascimento 1978 |
| Król Arabii Saudyjskiej                                          | - 1975 Chalid ibn Abd al-Aziz Al Su’ud 1982                                                                                                   |
| Prezydent Argentyny                                              | - 1976 gen. Jorge Rafael Videla 1981 |
| Premier Australii                                                | - 1975 Malcolm Fraser 1983 |
| Prezydent Austrii                                                | - 1974 Rudolf Kirchschläger 1986 |
| Kanclerz Austrii                                                 | - 1970 Bruno Kreisky 1983 |
| Premier Bahamów                                                  | - 1973 Lynden Pindling 1992 |
| Emir Bahrajnu                                                    | - 1971 Isa ibn Salman Al Chalifa 1999 |
| Premier Bahrajnu                                                 | - 1970 Chalifa ibn Salman Al Chalifa 2020 |
| Prezydent Bangladeszu                                            | - 1975 Abu Sadat Mohammad Sayem 1977 - 1977 Ziaur Rahman 1981                                                                                 |
| Premier Bangladeszu                                              | - 1975 urząd zniesiony 1978 |
| Premier Barbadosu                                                | - 1976 Tom Adams 1985 |
| Prezydent Birmy                                                  | - 1974 Ne Win 1981 |
| Premier Birmy                                                    | - 1974 Sein Lwin 1977 - 1977 Maung Maung Kha 1988                                                                                             |
| Król Belgów                                                      | - 1951 Baudouin 1993 |
| Premier Belgii                                                   | - 1974 Leo Tindemans 1978 |
| Prezydent Beninu                                                 | - 1972 Mathieu Kérékou 1991 |
| Król Bhutanu                                                     | - 1972 Jigme Singye Wangchuck 2006 |
| Premier Bhutanu                                                  | - 1964 urząd zniesiony 1998 |
| Prezydent Boliwii                                                | - 1971 Hugo Banzer Suárez 1978 |
| Prezydent Botswany                                               | - 1966 Seretse Khama 1980 |
| Prezydent Brazylii                                               | - 1974 Ernesto Geisel 1979 |
| Sułtan Brunei                                                    | - 1967 Hassanal Bolkiah |
| Przywódca Bułgarii                                               | - 1954 Todor Żiwkow 1989 |
| Premier Bułgarii                                                 | - 1971 Stanko Todorow 1981 |
| Prezydent Burundi                                                | - 1976 Jean-Baptiste Bagaza 1987 |
| Premier Burundi                                                  | - 1976 Édouard Nzambimana 1978 |
| Prezydent Chile                                                  | - 1973 Augusto Pinochet 1990 |
| Premier Chin                                                     | - 1976 Hua Guofeng 1980 |
| Prezydent Cypru                                                  | - 1974 Michail Muskos 1977 - 1977 Spiros Kiprianu 1988                                                                                        |
| Prezydent Czadu                                                  | - 1975 Félix Malloum 1979 |
| Premier Czadu                                                    | - 1960 urząd zniesiony 1978 |
| Prezydent Czechosłowacji                                         | - 1975 Gustáv Husák 1989 |
| Premier Czechosłowacji                                           | - 1970 Lubomír Štrougal 1988 |
| Król Danii                                                       | - 1972 Małgorzata II 2024 |
| Premier Danii                                                    | - 1975 Anker Jørgensen 1982 |
| Dalajlama                                                        | - 1940 Tenzin Gjaco |
| Prezydent Dominikany                                             | - 1966 Joaquín Balaguer 1978 |
| Prezydent Dżibuti                                                | - 1977 Hasan Guled Aptidon 1999 |
| Premier Dżibuti                                                  | - 1977 Hassan Gouled Aptidon 1977 - 1977 Ahmed Dini Ahmed 1978                                                                                |
| Prezydent Egiptu                                                 | - 1970 Anwar as-Sadat 1981 |
| Premier Egiptu                                                   | - 1975 Mamduh Salim 1978 |
| Prezydent Ekwadoru                                               | - 1976 Alfredo Poveda 1979 |
| Przewodniczący Wojskowej Rady Administracyjnej Etiopii           | - 1974 Teferi Benti 1977 - 1977 Mengystu Hajle Marjam 1987                                                                                    |
| Przew. Komisji Europejskiej                                      | - 1977 Roy Jenkins (Wielka Brytania) 1980 |
| Premier Fidżi                                                    | - 1970 Kamisese Mara 1987 |
| Prezydent Filipin                                                | - 1965 Ferdinand Marcos 1986 |
| Prezydent Finlandii                                              | - 1956 Urho Kekkonen 1981 |
| Premier Finlandii                                                | - 1975 Martti Miettunen 1977 - 1977 Kalevi Sorsa 1979                                                                                         |
| Prezydent Francji                                                | - 1974 Valéry Giscard d’Estaing 1981 |
| Premier Francji                                                  | - 1976 Raymond Barre 1981 |
| Prezydent Gabonu                                                 | - 1967 Omar Bongo 2009 |
| Premier Gabonu                                                   | - 1975 Léon Mébiame 1990 |
| Prezydent Gambii                                                 | - 1970 Dawda Kairaba Jawara 1994 |
| Prezydent Ghany                                                  | - 1972 Ignatius Kutu Acheampong 1978 |
| Prezydent Górnej Wolty                                           | - 1966 Sangoulé Lamizana 1980 |
| Prezydent Grecji                                                 | - 1975 Konstandinos Tsatsos 1980 |
| Premier Grecji                                                   | - 1974 Konstandinos Karamanlis 1980 |
| Premier Grenady                                                  | - 1974 Eric Gairy 1979 |
| Prezydent Gujany                                                 | - 1970 Arthur Chung 1980 |
| Premier Gujany                                                   | - 1964 Forbes Burnham 1980 |
| Prezydent Gwatemali                                              | - 1974 Kjell Eugenio Laugerud García 1978 |
| Prezydent Gwinei                                                 | - 1958 Ahmed Sekou Touré 1984 |
| Premier Gwinei                                                   | - 1972 Louis Lansana Beavogui 1984 |
| Prezydent Gwinei Bissau                                          | - 1973 Luís Cabral 1980 |
| Premier Gwinei Bissau                                            | - 1973 Francisco Mendes 1978 |
| Prezydent Gwinei Równikowej                                      | - 1968 Francisco Macías Nguema 1979 |
| Prezydent Haiti                                                  | - 1971 Jean-Claude Duvalier 1986 |
| Król Hiszpanii                                                   | - 1975 Jan Karol I 2014 |
| Premier Hiszpanii                                                | - 1976 Adolfo Suárez 1981 |
| Król Holandii                                                    | - 1948 Juliana 1980 |
| Premier Holandii                                                 | - 1973 Joop den Uyl 1977 - 1977 Dries van Agt 1982                                                                                            |
| Prezydent Hondurasu                                              | - 1975 Juan Alberto Melgar (p.o.) 1978 |
| Szach Iranu                                                      | - 1941 Mohammad Reza Pahlawi 1979 |
| Premier Iranu                                                    | - 1965 Amir Abbas Howejda 1977 - 1977 Dżamszid Amuzegar 1978                                                                                  |
| Prezydent Iraku                                                  | - 1968 Ahmad Hasan al-Bakr 1979 |
| Premier Iraku                                                    | - 1968 Ahmad Hasan al-Bakr 1979 |
| Prezydent Indii                                                  | - 1974 Fakhruddin Ali Ahmed 1977 - 1977 Neelam Sanjiva Reddy 1982                                                                             |
| Premier Indii                                                    | - 1966 Indira Gandhi 1977 - 1977 Morarji Desai 1979                                                                                           |
| Prezydent Indonezji                                              | - 1967 Suharto 1998 |
| Prezydent Irlandii                                               | - 1976 Patrick Hillery 1990 |
| Premier Irlandii                                                 | - 1973 Liam Cosgrave 1977 - 1977 Jack Lynch 1979                                                                                              |
| Prezydent Islandii                                               | - 1968 Kristján Eldjárn 1980 |
| Premier Islandii                                                 | - 1974 Geir Hallgrímsson 1978 |
| Prezydent Izraela                                                | - 1973 Efraim Kacir 1978 |
| Premier Izraela                                                  | - 1974 Icchak Rabin 1977 - 1977 Menachem Begin 1983                                                                                           |
| Premier Jamajki                                                  | - 1972 Michael Manley 1980 |
| Cesarz Japonii                                                   | - 1926 Hirohito 1989 |
| Premier Japonii                                                  | - 1976 Takeo Fukuda 1978 |
| Prezydent Jemenu Południowego                                    | - 1969 Salim Ali Rubai 1978 |
| Prezydent Jemenu Północnego                                      | - 1974 Ibrahim al-Hamdi 1977 - 1977 Ahmad al-Ghaszmi 1978                                                                                     |
| Król Jordanii                                                    | - 1952 Husajn 1999 |
| Premier Jordanii                                                 | - 1976 Mudar Badran 1979 |
| Prezydent Jugosławii                                             | - 1953 Josip Broz Tito 1980 |
| Premier Jugosławii                                               | - 1971 Džemal Bijedić 1977 - 1977 Veselin Duranović 1982                                                                                      |
| Prezydent Kamerunu                                               | - 1960 Ahmadou Ahidjo 1982 |
| Premier Kamerunu                                                 | - 1975 Paul Biya 1982 |
| Przywódca Demokratycznej Kampuczy                                | - 1976 Khieu Samphan 1979 |
| Premier Demokratycznej Kampuczy                                  | - 1976 Pol Pot 1979 |
| Przywódca Ludowej Republiki Kampuczy                             | - 1972 Heng Samrin 1992 |
| Premier Kanady                                                   | - 1968 Pierre Trudeau 1979 |
| Emir Kataru                                                      | - 1972 Chalifa ibn Ahmad 1995 |
| Premier Kataru                                                   | - 1971 Chalifa ibn Ahmad 1995 |
| Prezydent Kenii                                                  | - 1964 Jomo Kenyatta 1978 |
| Prezydent Kolumbii                                               | - 1974 Alfonso López Michelsen 1978 |
| Prezydent Konga                                                  | - 1969 Marien Ngouabi 1977 - 1977 Joachim Yhombi-Opango 1979                                                                                  |
| Premier Konga                                                    | - 1975 Louis Sylvain Goma 1984 |
| Patriarcha Konstantynopola                                       | - 1972 Dymitr I 1991 |
| Prezydent Korei Południowej                                      | - 1963 Park Chung-hee 1979 |
| Premier Korei Południowej                                        | - 1976 Choi Kyu-hah 1979 |
| Prezydent KRLD                                                   | - 1972 Kim Il Sŏng 1994 |
| Premier KRLD                                                     | - 1976 Pak Sŏng Ch’ŏl 1977 - 1977 Ri Jong Ok 1984                                                                                             |
| Prezydent Kostaryki                                              | - 1974 Daniel Oduber Quirós 1978 |
| Przewodniczący Rady Państwa Kuby                                 | - 1976 Fidel Castro 2008 |
| Emir Kuwejtu                                                     | - 1965 Sabah III 1977 - 1977 Dżabir III 2006                                                                                                  |
| Premier Kuwejtu                                                  | - 1965 Dżabir al-Ahmad al-Dżabir as-Sabah 1978                                                                                                |
| Prezydent Laosu                                                  | - 1975 Tiao Souphanouvong 1991 |
| Król Lesotho                                                     | - 1966 Moshoeshoe II 1990 |
| Premier Lesotho                                                  | - 1965 Leabua Jonathan 1986 |
| Prezydent Libanu                                                 | - 1976 Iljas Sarkis 1982 |
| Premier Libanu                                                   | - 1976 Salim al-Huss 1980 |
| Prezydent Liberii                                                | - 1971 William Tolbert Jr. 1980 |
| Przywódca Libii                                                  | - 1969 Mu’ammar al-Kaddafi 2011 |
| Premier Libii                                                    | - 1972 Abd as-Salam Dżallud 1977 - 1977 Abd al-Ati al-Ubajdi 1979                                                                             |
| Sekretarz generalny PKL Libii                                    | - 1977 Mu’ammar al-Kaddafi 1979 |
| Książę Liechtensteinu                                            | - 1938 Franciszek Józef II 1989 |
| Premier Liechtensteinu                                           | - 1974 Walter Kieber 1978 |
| Premier Litwyna emigracji                                        | - 1940 Stasys Lozoraitis 1983 |
| Wielki książę Luksemburga                                        | - 1964 Jan 2000 |
| Premier Luksemburga                                              | - 1974 Gaston Thorn 1979 |
| Prezydent Madagaskaru                                            | - 1975 Didier Ratsiraka 1993 |
| Premier Madagaskaru                                              | - 1976 Justin Rakotoniaina 1977 - 1977 Désiré Rakotoarijaona 1988                                                                             |
| Prezydent Malawi                                                 | - 1966 Hastings Kamuzu Banda 1994 |
| Prezydent Malediwów                                              | - 1968 Ibrahim Nasir 1978 |
| Król Malezji                                                     | - 1975 Yahya Petra 1979 |
| Premier Malezji                                                  | - 1976 Hussein Onn 1981 |
| Prezydent Mali                                                   | - 1968 Moussa Traoré 1991 |
| Premier Mali                                                     | - 1969 urząd zniesiony 1986 |
| Prezydent Malty                                                  | - 1976 Anton Buttigieg 1981 |
| Premier Malty                                                    | - 1971 Dom Mintoff 1984 |
| Król Maroka                                                      | - 1961 Hassan II 1999 |
| Premier Maroka                                                   | - 1972 Ahmed Osman 1979 |
| Prezydent Mauretanii                                             | - 1960 Muchtar wuld Dadda 1978 |
| Premier Mauretanii                                               | - 1961 urząd zniesiony 1979 |
| Premier Mauritiusa                                               | - 1968 Seewoosagur Ramgoolam 1982 |
| Prezydent Meksyku                                                | - 1976 José López Portillo 1982 |
| Książę Monako                                                    | - 1949 Rainier III 2005 |
| Minister stanu Monako                                            | - 1972 André Saint-Mleux 1981 |
| Przewodniczący Prezydium Wielkiego Churału Ludowego Mongolii     | - 1974 Jumdżaagijn Cedenbal 1984 |
| Premier Mongolii                                                 | - 1974 Dżambyn Batmönch 1984 |
| Prezydent Mozambiku                                              | - 1975 Samora Machel 1986 |
| Sekretarz generalny NATO                                         | - 1971 Joseph Luns (Holandia) 1984 |
| Prezydent Nauru                                                  | - 1976 Bernard Dowiyogo 1978 |
| Król Nepalu                                                      | - 1972 Birendra 2001 |
| Premier Nepalu                                                   | - 1975 Tulsi Giri 1977 - 1977 Kirti Nidhi Bista 1979                                                                                          |
| Prezydent Niemiec                                                | - 1974 Walter Scheel 1979 |
| Kanclerz Niemiec                                                 | - 1974 Helmut Schmidt 1982 |
| Prezydent Nigru                                                  | - 1974 Seyni Kountché 1987 |
| Prezydent Nigerii                                                | - 1976 Olusẹgun Ọbasanjọ 1979 |
| Prezydent Nikaragui                                              | - 1974 Anastasio Somoza Debayle 1979 |
| Król Norwegii                                                    | - 1957 Olaf V 1991 |
| Premier Norwegii                                                 | - 1976 Odvar Nordli 1981 |
| Premier Nowej Zelandii                                           | - 1975 Robert Muldoon 1984 |
| Przewodniczący Rady Państwa NRD                                  | - 1976 Erich Honecker 1989 |
| Premier NRD                                                      | - 1976 Willi Stoph 1989 |
| Sułtan Omanu                                                     | - 1970 Kabus ibn Sa’id 2020 |
| Sekretarz generalny ONZ                                          | - 1972 Kurt Waldheim (Austria) 1981 |
| Prezydent Pakistanu                                              | - 1973 Fazal Ilahi Chaudhry 1978 |
| Premier Pakistanu                                                | - 1973 Zulfikar Ali Bhutto 1977 - 1977 urząd zniesiony 1985                                                                                   |
| Prezydent Panamy                                                 | - 1969 Demetrio Lakas Bahas 1978 |
| Wojskowy przywódca Panamy                                        | - 1968 Omar Torrijos 1981 |
| Papież                                                           | - 1963 Paweł VI 1978 |
| Premier Papui-Nowej Gwinei                                       | - 1975 Michael Somare 1980 |
| Prezydent Paragwaju                                              | - 1954 gen. Alfredo Stroessner 1989 |
| Prezydent Peru                                                   | - 1975 Francisco Morales Bermudez Cerruti 1980                                                                                                |
| Premier Peru                                                     | - 1976 Guillermo Arbulú 1978 |
| Prezydent Południowej Afryki                                     | - 1975 Nicolaas Diederichs 1978 |
| Premier Południowej Afryki                                       | - 1966 Balthazar Vorster 1978 |
| Prezydent Portugalii                                             | - 1976 António Ramalho Eanes 1986 |
| Premier Portugalii                                               | - 1976 Mário Soares 1978 |
| Sekretarz generalny Rady Europy                                  | - 1974 Georg Kahn-Ackermann (RFN) 1979 |
| Cesarz Cesarstwa Środkowoafrykańskiego                           | - 1976 Bokassa I 1979 |
| Premier Republiki Środkowoafrykańskiej                           | - 1976 Ange-Félix Patassé 1978 |
| Premier Cesarstwa Środkowoafrykańskiego                          | - 1976 Ange-Félix Patassé 1978 |
| Prezydent Republiki Zielonego Przylądka                          | - 1975 Aristides Pereira 1991 |
| Premier Republiki Zielonego Przylądka                            | - 1975 Pedro Pires 1991 |
| Prezydent Rodezji                                                | - 1976 John Wrathall 1978 |
| Premier Rodezji                                                  | - 1965 Ian Smith 1979 |
| Prezydent Rumunii                                                | - 1967 Nicolae Ceaușescu 1989 |
| Premier Rumunii                                                  | - 1974 Manea Mănescu 1979 |
| Prezydent Rwandy                                                 | - 1973 Juvénal Habyarimana 1994 |
| Prezydent Salwadoru                                              | - 1972 Arturo Armando Molina 1977 - 1977 Carlos Humberto Romero 1979                                                                          |
| O le Ao o le Malo Samoa                                          | - 1962 Malietoa Tanumafili II 2007 |
| Premier Samoa                                                    | - 1976 Tupua Tamasese Tupuola Tufuga Efi 1982                                                                                                 |
| Kapitanowie regenci San Marino                                   | - 1976 Primo Bugli Virgilio Cardelli 1977 - 1977 Alberto Lonfernini Antonio Lazzaro Volpinari 1977 - 1977 Giordano Bruno Reffi Tito Masi 1978 |
| Sekretarz Stanu do spraw Politycznych i Zagranicznych San Marino | - 1976 Giancarlo Ghironzi 1978 |
| Prezydent Senegalu                                               | - 1960 Léopold Sédar Senghor 1980 |
| Premier Senegalu                                                 | - 1970 Abdou Diouf 1980 |
| Prezydent Seszeli                                                | - 1976 James Mancham 1977 - 1977 France-Albert René 2004                                                                                      |
| Prezydent Sierra Leone                                           | - 1971 Siaka Stevens 1985 |
| Prezydent Singapuru                                              | - 1971 Benjamin Sheares 1981 |
| Premier Singapuru                                                | - 1965 Lee Kuan Yew 1990 |
| Prezydent Somalii                                                | - 1969 Mohammed Siad Barre 1991 |
| Premier Somalii                                                  | - 1970 urząd zniesiony 1987 |
| Prezydent Sri Lanki                                              | - 1972 William Gopallawa 1978 |
| Premier Sri Lanki                                                | - 1970 Sirimavo Bandaranaike 1977 - 1977 Junius Richard Jayewardene 1978                                                                      |
| Król Suazi                                                       | - 1968 Sobhuza II 1982 |
| Premier Suazi                                                    | - 1976 Maphevu Dlamini 1979 |
| Prezydent Sudanu                                                 | - 1969 Dżafar Muhammad an-Numajri 1985 |
| Premier Sudanu                                                   | - 1976 Raszid Bakr 1977 - 1977 Dżafar Muhammad an-Numajri 1985                                                                                |
| Prezydent Surinamu                                               | - 1975 Johan Ferrier 1980 |
| Prezydent Syrii                                                  | - 1971 Hafiz al-Asad 2000 |
| Premier Syrii                                                    | - 1976 Abd ar-Rahman Chulajfawi 1978 |
| Prezydent Szwajcarii                                             | - 1977 Kurt Furgler 1977 |
| Król Szwecji                                                     | - 1973 Karol XVI Gustaw |
| Premier Szwecji                                                  | - 1976 Thorbjörn Fälldin 1978 |
| Król Tajlandii                                                   | - 1946 Bhumibol Adulyadej 2016 |
| Premier Tajlandii                                                | - 1976 Thanin Kraivichien 1977 - 1977 Kriangsak Chomanan 1980                                                                                 |
| Prezydent Tajwanu                                                | - 1975 Yen Chia-kan 1978 |
| Prezydent Tanzanii                                               | - 1964 Julius Nyerere 1985 |
| Premier Tanzanii                                                 | - 1972 Rashidi Kawawa 1977 - 1977 Edward Sokoine 1980                                                                                         |
| Prezydent Togo                                                   | - 1967 Gnassingbé Eyadéma 2005 |
| Premier Togo                                                     | - 1961 urząd zniesiony 1991 |
| Król Tonga                                                       | - 1965 Taufaʻahau Tupou IV 2006 |
| Premier Tonga                                                    | - 1965 Sione Ngū Manumataongo Uelingatoni 1991                                                                                                |
| Prezydent Trynidadu i Tobago                                     | - 1976 Ellis Clarke 1987 |
| Premier Trynidadu i Tobago                                       | - 1962 Eric Williams 1981 |
| Prezydent Tunezji                                                | - 1957 Habib Burgiba 1987 |
| Premier Tunezji                                                  | - 1970 Al-Hadi Nuwajra 1980 |
| Prezydent Turcji                                                 | - 1973 Fahri Korutürk 1980 |
| Premier Turcji                                                   | - 1975 Süleyman Demirel 1977 - 1977 Bülent Ecevit 1977 - 1977 Süleyman Demirel 1977                                                           |
| Prezydent Ugandy                                                 | - 1971 Idi Amin 1979 |
| Premier Ugandy                                                   | - 1966 urząd zniesiony 1980 |
| Prezydent Urugwaju                                               | - 1976 Aparicio Méndez 1981 |
| Prezydent USA                                                    | - 1974 Gerald Ford 1977 - 1977 Jimmy Carter 1981                                                                                              |
| Prezydent Wenezueli                                              | - 1974 Carlos Andrés Pérez 1979 |
| Prezydent Węgier                                                 | - 1967 Pál Losonczi 1987 |
| Premier Węgier                                                   | - 1975 György Lázár 1987 |
| Monarcha Wielkiej Brytanii                                       | - 1952 Elżbieta II 2022 |
| Premier Wielkiej Brytanii                                        | - 1976 James Callaghan 1979 |
| Prezydent Wietnamu                                               | - 1976 Tôn Đức Thắng 1980 |
| Premier Wietnamu                                                 | - 1976 Phạm Văn Đồng 1987 |
| Prezydent Włoch                                                  | - 1971 Giovanni Leone 1978 |
| Premier Włoch                                                    | - 1976 Giulio Andreotti 1979 |
| Prezydent WKS                                                    | - 1960 Félix Houphouët-Boigny 1993 |
| Premier WKS                                                      | - 1960 urząd zniesiony 1990 |
| Prezydent Wysp Świętego Tomasza i Książęcej                      | - 1975 Manuel Pinto da Costa 1991 |
| Prezydent Zambii                                                 | - 1964 Kenneth Kaunda 1991 |
| Prezydent Zairu                                                  | - 1971 Mobutu Sese Seko 1997 |
| Prezydent ZEA                                                    | - 1971 Zajid ibn Sultan Al Nahajjan 2004 |
| Premier ZEA                                                      | - 1971 Maktum ibn Raszid al-Maktum 1979 |
| Przywódca ZSRR                                                   | - 1964 Leonid Breżniew 1982 |
| Premier ZSRR                                                     | - 1964 Aleksiej Kosygin 1980 |

Rok 1977 / MCMLXXVII
stulecia: XIX wiek ~
XX wiek ~
XXI wiek

dziesięciolecia:
1940–1949 •
1950–1959 •
1960–1969 •
1970–1979
• 1980–1989
• 1990–1999
• 2000–2009

lata: 1967 «
1972 «
1973 «
1974 «
1975 «
1976 «
1977
» 1978
» 1979
» 1980
» 1981
» 1982
» 1987

## Wydarzenia w Polsce
- 15 stycznia – Radio Katowice wyemitowało pierwszą audycję kabaretu Zespół Adwokacki Dyskrecja.
- 28 stycznia – odbyła się premiera filmu Barwy ochronne.
- 29 stycznia – Główny Urząd Statystyczny ogłosił komunikat o 1976 r. Przeciętna płaca wynosiła 3963 zł.
- 1 lutego:
  - w Warszawie odbyło się zebranie oddziałów Związku Literatów Polskich (ZLP). J. Wyka skrytykował związek za brak ochrony pisarzy, którzy stanęli w obronie robotników.
  - Zmniejszenie liczby gmin (w województwach krośnieńskim, nowosądeckim, olsztyńskim i piotrkowskim oraz katowickim):
    - Zniesiono gminy: Ropienka, Tarnawa Górna, Wołkowyja, Nowy Sącz, Skandawa, Szkotowo, Białobrzegi, Grocholice, Piotrków Trybunalski[1], Bojszowy, Byczyna, Chwałęcice, Kobiór, Kromołów, Ochojec, Ornontowice, Przyszowice, Żernica[2].
    - Złączono gminy: Galiny i Bartoszyce w gminę Bartoszyce[1], Bestwina i Ligota w gminę Czechowice-Dziedzice, Kamieniec i Zbrosławice w gminę Zbrosławice, Kornowac i Lyski w gminę Lyski, Krupski Młyn i Tworóg w gminę Tworóg, Miedźna i Jawiszowice w gminę Brzeszcze, Myślachowice i Trzebinia w gminę Trzebinia, Nakło i Świerklaniec w gminę Świerklaniec, Poniszowice i Rudziniec w gminę Rudziniec, Rudy i Kuźnia Raciborska w gminę Kuźnia Raciborska[2].
    - Utworzono gminy: Solina, Zagórz[1], Gierałtowice, Pilchowice, Pszczyna[2].
- 3 lutego – Rada Państwa skorzystała z prawa łaski wobec niektórych skazanych w związku z zajściami w czerwcu 1976.
- 12 lutego – wydobyto ostatnią tonę węgla w KWK „Matylda” w Świętochłowicach.
- 14 lutego – oddano do użytku pierwszy blok mieszkalny na największym opolskim osiedlu im. ZWM (obecnie Armii Krajowej).
- 25 lutego – premiera filmu Człowiek z marmuru w reżyserii Andrzeja Wajdy.
- 26 lutego – na Wyspie Króla Jerzego otwarto pierwszą stałą polską stację naukową w Antarktyce – Arctowski.
- 3 marca – Rada Państwa ratyfikowała Międzynarodowe Pakty Praw Człowieka, uchwalone na XXI sesji ONZ.
- 25 marca – powstało ugrupowanie Ruch Obrony Praw Człowieka i Obywatela (ROPCiO), którego celem było „solidarne działanie w sprawach rzeczywistego przestrzegania praw człowieka”.
- 26 marca – na konferencji prasowej w Warszawie poinformowano o powstaniu Ruchu Obrony Praw Człowieka i Obywatela (ROPCiO).
- 4 kwietnia – premiera Symfonii pieśni żałosnych Henryka Mikołaja Góreckiego.
- 24 kwietnia – ukazało się pismo „Opinia”, wydawane przez opozycję poza zasięgiem cenzury.
- 26 kwietnia – w milicyjnym garażu w Katowicach wykonano wyrok śmierci na seryjnym mordercy Zdzisławie Marchwickim.
- 7 maja – w Krakowie znaleziono zwłoki studenta Uniwersytetu Jagiellońskiego Stanisława Pyjasa. Przyjaciele ogłosili żałobę.
- 9 maja – utworzono Biuro Interwencyjne KSS „KOR”.
- 14 maja – zakończono budowę elektrowni „Dolna Odra”.
- 15 maja – wielka demonstracja w Krakowie po mszy żałobnej za Stanisława Pyjasa, którego śmierć uznano powszechnie za morderstwo polityczne. Utworzono Studencki Komitet Solidarności w Krakowie.
- 24 maja – głodówka 14 osób w kościele św. Marcina w Warszawie w związku z przetrzymywaniem w areszcie 5 robotników, zatrzymanych w czasie zajść w Radomiu i Ursusie.
- 31 maja – zwodowano prom „Pomerania”.
- 13 czerwca – premiera komedii filmowej Kochaj albo rzuć w reżyserii Sylwestra Chęcińskiego.
- 16 czerwca – uruchomiono połączenie promowe Świnoujście-Kopenhaga.
- 26 czerwca – otwarto Tor Kielce.
- 27 czerwca – do Warszawy przybył z wizytą przewodniczący SPD – kanclerz Willy Brandt.
- 1 lipca – zmniejszenie liczby gmin (w województwie nowosądeckim):
  - Zniesiono gminy: Kościelisko-Witów oraz Poronin[3].
  - Utworzono gminę Tatrzańską[3].
- 9 lipca – w zderzeniu pod Wrocławiem pociągu osobowego Praga-Moskwa z jadącą po niewłaściwym torze lokomotywą zginęło 11 osób, 15 zostało rannych.
- 10 lipca – wizyta w Polsce sekretarza generalnego ONZ Kurta Waldheima.
- 12 lipca – na spotkaniu z dziennikarzami Edward Gierek powiedział: „Chodzi o to, że niektóre grupy (opozycyjne) usiłują postawić na porządku dziennym problemy, które dawno zostały w naszym kraju rozstrzygnięte”.
- 13 lipca:
  - wmurowano akt erekcyjny pod Centrum Onkologii w Warszawie.
  - Henryk Wasilewski ustanowił rekord Polski w biegu na 1500 m wynikiem 3.37,3 s.
- 19 lipca – W Warszawie Rada Państwa ogłosiła dekret o amnestii.
- 1 sierpnia – w Zalewie Solińskim znaleziono zwłoki studenta Uniwersytetu Jagiellońskiego Stanisława Pietraszki, który jako ostatni widział Stanisława Pyjasa żywego i sporządził portret pamięciowy prawdopodobnego zabójcy i który prawdopodobnie również został zamordowany.
- 9 sierpnia – wydano zarządzenie o zmianie nazw 120 miejscowości w południowo-wschodniej Polsce.
- 14 sierpnia – Celina Sokołowska ustanowiła rekord Polski w biegu na 1500 m wynikiem 4.10,8 s.
- 29 sierpnia – w Warszawie podpisano umowę kredytową z konsorcjum banków RFN. Kredyt 2 mld marek przeznaczony miał być na sfinansowanie dostaw urządzeń do gazyfikacji węgla.
- 30 sierpnia – miała miejsce powódź w południowo-zachodnich rejonach kraju. Legnica została zalana do poziomu 1,5 m.
- 5 września – premiera filmu Milioner.
- 8 września – w TVP1 ukazało się pierwsze wydanie programu popularnonaukowego Sonda.
- 11 września – premier Piotr Jaroszewicz w przemówieniu podczas dożynek potwierdził, że zbiory były niższe, niż oczekiwano.
- 16 września – premiera filmu animowanego Wielka podróż Bolka i Lolka.
- 17 września – w Warszawie po raz pierwszy na „Warszawskiej Jesieni” zaprezentowano twórczość Andrzeja Panufnika.
- 26 września – w Warszawie Warszawska Jesień Poetycka odbyła się bez najwybitniejszych poetów.
- 28 września – w Zamościu odnotowano wrześniowe minimum temperatury (–6,0 °C).
- 10 października:
  - król Belgów Baudouin I i królowa Fabiola złożyli oficjalną wizytę w Polsce.
  - premiera filmu Śmierć prezydenta.
- 16 października – Telewizja Polska rozpoczęła emisję serialu Polskie drogi.
- 20 października – list Stowarzyszenia Polskich Filmowców do ministra kultury w sprawie poszanowania swobód twórczych.
- 29 października – po raz pierwszy od 20 lat doszło do spotkania I sekretarza PZPR Edwarda Gierka z kardynałem Stefanem Wyszyńskim.
- 4 listopada – powstał Instytut Sportu w Warszawie.
- 9 listopada – Adam Michnik wygłosił w domu profesora Władysława Kunickiego-Goldfingera inauguracyjny wykład Uniwersytetu Latającego.
- 21 listopada – oficjalna polska wizyta kanclerza Helmuta Schmidta.
- 26 listopada:
  - powstał klub piłkarski GKS Bełchatów.
  - ze służby wycofano szkuner szkolny ORP „Iskrę”.
- 1 grudnia – otwarto Tor Poznań.
- 7 grudnia – 7 osób zginęło, a 56 zostało rannych w katastrofie kolejowej w Kraskach.
- 29 grudnia:
  - przekazano do użytku Centralną Magistralę Kolejową.
  - początek 2-dniowej oficjalnej wizyty prezydenta USA Jimmy’ego Cartera w Polsce.

## Wydarzenia na świecie
- 1 stycznia:
  - Wielka Brytania objęła prezydencję w Radzie Unii Europejskiej.
  - czechosłowaccy intelektualiści opublikowali manifest Karta 77, w którym domagali się przestrzegania praw człowieka przez komunistyczne władze.
- 7 stycznia – założono chilijski klub piłkarski Cobreloa.
- 8 stycznia – w moskiewskim metrze doszło do serii trzech zamachów bombowych, przeprowadzonych przez armeńskich nacjonalistów. Zginęło 7 osób, a 37 zostało rannych.
- 13 stycznia:
  - w katastrofie samolotu Tu-104A pod Ałma-Atą w Kazachstanie zginęło 96 osób.
  - w katastrofie japońskiego samolotu Douglas DC-8 Cargo startującego z Anchorage na Alasce zginęło 5 osób.
- 15 stycznia – 22 osoby zginęły w katastrofie samolotu Vickers Viscount na przedmieściach Sztokholmu.
- 17 stycznia – w stanie Utah został stracony morderca Gary Gilmore. Była to pierwsza egzekucja po przywróceniu kary śmierci w USA.
- 18 stycznia:
  - premier Jugosławii Džemal Bijedić zginął w katastrofie lotniczej w górach na terenie Bośni.
  - amerykańskie Centrum Zwalczania i Zapobiegania Chorób ustaliło, że przyczyną infekcji dróg oddechowych 221 osób (z czego 34 zmarły) podczas odbywającego się w 1976 roku w jednym z hoteli w Atlancie zjazdu weteranów wojennych z organizacji American Legion, była rozwijająca się w hotelowej klimatyzacji bakteria Legionella pneumophila, wywołująca tzw. chorobę legionistów.
  - w wyniku wykolejenia pociągu osobowego w miejscowości Granville (Nowa Południowa Walia) zginęły 83 osoby, a 210 zostało rannych. Jest to największa do tej pory katastrofa kolejowa w historii Australii.
- 19 stycznia:
  - 79 osób zginęło, a wiele zostało rannych na placu at-Tahrir w Kairze w masakrze dokonanej przez siły bezpieczeństwa na demonstrantach protestujących przeciwko polityce gospodarczej prezydenta Anwara as-Sadata.
  - w Miami na Florydzie jedyny raz w historii spadł śnieg.
- 20 stycznia – Jimmy Carter został zaprzysiężony na 39. prezydenta Stanów Zjednoczonych.
- 21 stycznia – nowy prezydent USA Jimmy Carter ogłosił amnestię dla osób uchylających się od służby wojskowej w trakcie wojny wietnamskiej.
- 24 stycznia – w biurze przy ul. Atocha w Madrycie faszystowscy bojówkarze zastrzelili 5 prawników komunistycznego związku zawodowego, a 4 ciężko zranili.
- 28 stycznia – północno-wschodnie Stany Zjednoczone i południowo-wschodnia Kanada zostały zaatakowane przez blizzard, który do 1 lutego spowodował śmierć 29 osób.
- 31 stycznia – oddano do użytku gmach Centre Georges Pompidou, w którym mieszczą się muzeum sztuki współczesnej i główna biblioteka publiczna Paryża.
- 3 lutego – w wyniku zamachu stanu zginął generał Teferi Bante, szef tymczasowej rady wojskowej w Etiopii. Pełnię władzy w kraju przejął podpułkownik Mengystu Hajle Marjam.
- 4 lutego:
  - rozpoczęły działalność linie lotnicze Kenya Airways.
  - Tanzania zamknęła granicę z Kenią, blokując turystom wejście na Kilimandżaro od strony kenijskiej.
  - w Chicago – 11 osób zginęło a ponad 200 zostało rannych w wypadku w metrze.
- 7 lutego – rozpoczęła się załogowa misja kosmiczna Sojuz 24.
- 9 lutego – Hiszpania i ZSRR wznowiły po 38 latach stosunki dyplomatyczne.
- 11 lutego – premiera filmu Casanova.
- 15 lutego:
  - socjaldemokraci wygrali wybory parlamentarne w Danii.
  - w katastrofie samolotu Ił-18V w mieście Mineralne Wody w południowej Rosji zginęło 77 osób.
- 22 lutego – awaria 4. stopnia w 7-stopniowej skali INES w Elektrowni jądrowej Bohunice na Słowacji.
- 25 lutego – w pożarze nieistniejącego już moskiewskiego hotelu Rossija zginęły 42 osoby, ponad 50 zostało rannych.
- 26 lutego – na Wyspie Króla Jerzego została założona Polska Stacja Antarktyczna im. Henryka Arctowskiego.
- 27 lutego – Diego Maradona zadebiutował w drużynie narodowej Argentyny, w wygranym 5:1 towarzyskim meczu z Węgrami.
- 2 marca – powstała Afrykańska Organizacja Własności Intelektualnej (OAPI) z siedzibą w Jaunde w Kamerunie.
- 4 marca – silne trzęsienie ziemi nawiedziło Bukareszt; zginęło 1570 osób, a około 11 tysięcy zostało rannych.
- 5 marca – Tom Pryce, walijski kierowca Formuły 1 oraz jeden z porządkowych zginęli w wypadku podczas wyścigu Grand Prix RPA.
- 9 marca – premiera filmu Wyspy na Golfsztromie.
- 10 marca – odkryto pierścienie Urana.
- 11 marca:
  - Brazylia wypowiedziała układ o współpracy wojskowej z USA.
  - obalony przez komunistów król Laosu Savang Vatthana został zesłany wraz z rodziną do „obozu reedukacji”.
  - premiera filmu Port lotniczy ’77.
- 13 marca – dokonano oblotu amerykańskiego śmigłowca wielozadaniowego Sikorsky S-76 Spirit.
- 18 marca – w Brazzaville został zamordowany prezydent Konga mjr Marien Ngouabi.
- 20 marca – Jacques Chirac został merem Paryża.
- 24 marca – Morarji Desai został premierem Indii.
- 25 marca – Josef Ratzinger został mianowany przez papieża Pawła VI arcybiskupem Monachium i Fryzyngi.
- 27 marca – podczas gęstej mgły na pasie startowym lotniska Aeropuerto de Tenerife Norte na Teneryfie (Wyspy Kanaryjskie), doszło do zderzenia dwóch Boeingów 747, należących do holenderskich linii KLM i amerykańskich Pan Am. W katastrofie zginęły 583 osoby, ocalało 61 (tylko w maszynie amerykańskiej).
- 28 marca:
  - Meksyk i Hiszpania wznowiły stosunki dyplomatyczne, zerwane w 1939 roku po ustanowieniu w Hiszpanii dyktatury gen. Francisco Franco.
  - odbyła się 49. ceremonia wręczenia Oscarów.
- 29 marca – Maung Maung Kha został premierem Mjanmy.
- 1 kwietnia – w Hiszpanii rozwiązano Ruch Narodowy Falanga.
- 4 kwietnia:
  - na festiwalu we francuskim Royan odbyła się premiera III symfonii Henryka Mikołaja Góreckiego.
  - w katastrofie lotniczej w New Hope (Georgia) zginęły 72 osoby, ocalały 22.
- 5 kwietnia – rozpoczęła się seryjna produkcja Łady Niva.
- 7 kwietnia – w niemieckim Karlsruhe terroryści z Frakcji Czerwonej Armii zastrzelili prokuratora generalnego Siegfrieda Bubacka, jego kierowcę i urzędnika prokuratury.
- 8 kwietnia – ukazał się debiutancki album grupy The Clash pt. The Clash.
- 10 kwietnia – 35 osób zginęło w katastrofie kolumbijskiego samolotu Douglas DC-3 pod Bogotą.
- 22 kwietnia – Szimon Peres został po raz pierwszy premierem Izraela.
- 27 kwietnia – 28 osób (wszyscy na pokładzie) zginęło w katastrofie samolotu pasażerskiego Convair 240 należącego do linii Aviateca koło miasta Gwatemala.
- 28 kwietnia – zapadły wyroki w procesie trzech przywódców niemieckiej Frakcji Czerwonej Armii.
- 1 maja – na placu Taksima w Stambule w starciach pierwszomajowych demonstrantów z policją zginęło 36 osób.
- 5 maja – do sprzedaży wszedł pierwszy model mikrokomputera z serii Apple II.
- 7 maja – francuska piosenka L’oiseau et l’enfant w wykonaniu Marie Myriam wygrała 22. Konkurs Piosenki Eurowizji w Londynie.
- 9 maja – w Amsterdamie spłonął Hotel Polen, zginęły 33 osoby.
- 10 maja – 54 osoby zginęły w katastrofie izraelskiego wojskowego śmigłowca transportowego Sikorsky CH-53 Sea Stallion w Rowie Jordanu.
- 11 maja – powstała Europejska Federacja Trójboju Siłowego (EPF).
- 13 maja – w katastrofie polskiego samolotu transportowego An-12 w Bejrucie zginęła cała 9-osobowa załoga.
- 19 maja – odbył się ostatni regularny kurs Orient Expressu na trasie Paryż-Stambuł.
- 21 maja – w Bukareszcie, Rumunka Natalia Marasescu ustanowiła rekord świata w biegu na 1 milę wynikiem 4:23,8 s.
- 25 maja – premiera filmu Gwiezdne wojny, epizod IV: Nowa nadzieja w reżyserii George’a Lucasa.
- 27 maja:
  - 69 osób zginęło na Kubie w katastrofie należącego do Aerofłotu Iła-62.
  - premiera komedii sensacyjnej Mistrz kierownicy ucieka w reżyserii Hala Needhama.
- 28 maja – w pożarze klubu nocnego w Southgate w stanie Kentucky zginęło 165 osób, a ponad 200 odniosło obrażenia.
- 31 maja – uruchomiono transalaskański ropociąg biegnący z pól naftowych Prudhoe Bay do Zatoki Księcia Williama.
- 5 czerwca:
  - rozpoczęto sprzedaż komputera domowego Apple II.
  - na Seszelach doszło do wojskowego zamachu stanu.
- 11 czerwca – holenderskie siły bezpieczeństwa odbiły pociąg pasażerski uprowadzony 23 maja koło Groningen przez terrorystów pochodzących z Moluków. Podczas akcji zginęło 6 z 9 terrorystów oraz 2 zakładników.
- 15 czerwca:
  - w Hiszpanii odbyły się pierwsze od śmierci gen. Francisco Franco wybory parlamentarne.
  - premiera filmu wojennego O jeden most za daleko w reżyserii Richarda Attenborough.
- 16 czerwca – Leonid Breżniew został sekretarzem generalnym Komitetu Centralnego Komunistycznej Partii Związku Radzieckiego.
- 20 czerwca – Menachem Begin został następcą Icchaka Rabina na urzędzie premiera Izraela.
- 21 czerwca:
  - Bülent Ecevit został po raz drugi premierem Turcji.
  - premiera musicalu filmowego New York, New York w reżyserii Martina Scorsese.
- 26 czerwca – w Indianapolis odbył się ostatni koncert Elvisa Presleya.
- 27 czerwca:
  - Arcybiskup Monachium i Freising Joseph Ratzinger został nominowany na kardynała przez papieża Pawła VI.
  - Dżibuti uzyskało niepodległość (od Francji).
- 30 czerwca – została rozwiązana Organizacja Paktu Azji Południowo-Wschodniej (SEATO).
- 1 lipca:
  - Belgia objęła prezydencję w Radzie Unii Europejskiej.
  - w Dreźnie, Niemka Marlies Göhr ustanowiła rekord świata juniorek w biegu na 100 m wynikiem 10,88 s.
- 3 lipca – Stany Zjednoczone i Związek Radziecki podpisały w Moskwie układ o ograniczeniu podziemnych doświadczeń z bronią jądrową.
- 5 lipca:
  - w wyniku zamachu stanu przeprowadzonego przez szefa sztabu armii generała Muhammada Zia ul-Haq władzę, a później i życie, utracił premier Pakistanu Zulfikar Ali Bhutto.
  - w Sztokholmie, Nowozelandczyk Dick Quax ustanowił rekord świata w biegu na 5000 m wynikiem 13:12,9 s.
- 10 lipca – w Atenach odnotowano temperaturę +48,0 °C (najwyższa temperatura w Europie).
- 11 lipca – Martin Luther King został pośmiertnie odznaczony Medalem Wolności.
- 13 lipca:
  - Nowy Jork: 25-godzinna awaria elektryczności.
  - rozpoczęła się etiopsko-somalijska wojna w Ogadenie.
- 22 lipca – Chiny: po śmierci Mao Zedonga i obaleniu „Bandy czworga” do władzy powrócił reformator Deng Xiaoping.
- 28 lipca – Hiszpania złożyła wniosek o wstąpienie do EWG.
- 10 sierpnia – został aresztowany amerykański seryjny morderca David Berkowitz.
- 14 sierpnia – około 70 żołnierzy zginęło w wyniku eksplozji w magazynie rakiet armii radzieckiej w Dannenwalde w byłej NRD.
- 15 sierpnia – w ramach projektu poszukiwania cywilizacji pozaziemskich SETI odebrano tzw. sygnał Wow!.
- 17 sierpnia – radziecki lodołamacz atomowy NS Arktika jako pierwszy statek nawodny dotarł do bieguna północnego.
- 19 sierpnia – Nikołaj Czernych odkrył kometę 101P/Chernykh.
- 20 sierpnia – wystrzelenie w przestrzeń kosmiczną sondy Voyager 2.
- 23 sierpnia – mięśniolot Gossamer Condor konstrukcji amerykańskiego inżyniera Paula MacCready’ego zdobył Nagrodę Kremera za pokonanie w powietrzu wyznaczonego odcinka w kształcie ósemki.
- 4 września – Dżibuti zostało przyjęte do Ligi Państw Arabskich.
- 5 września:
  - NASA wystrzeliła sondę kosmiczną Voyager 1 – obecnie najdalszy i ciągle działający obiekt wysłany w kosmos przez człowieka.
  - terroryści z Frakcji Czerwonej Armii uprowadzili niemieckiego biznesmena Hannsa Martina Schleyera, zabijając w trakcie akcji trzech policjantów.
- 7 września – Stany Zjednoczone zobowiązały się przekazać Panamie Kanał Panamski. Doszło do tego dopiero w 1999.
- 10 września – we Francji po raz ostatni wykonano karę śmierci, w marsylskim więzieniu został zgilotynowany Hamida Djandoubi.
- 16 września:
  - ukończono budowę pierwszego amerykańskiego wahadłowca Enterprise.
  - Węgry i Czechosłowacja podpisały w Budapeszcie umowę w sprawie budowy na Dunaju kontrowersyjnej zapory wodnej Gabčíkovo-Nagymaros.
- 18 września – sonda Voyager 1 wykonała z odległości 11,66 mln km pierwsze wspólne zdjęcie Ziemi i Księżyca.
- 19 września – Roman Polański został skazany na 3 miesiące pozbawienia wolności za gwałt.
- 20 września – Dżibuti oraz Wietnam zostały członkami ONZ.
- 26 września – uruchomiono reaktor nr 1 w elektrowni atomowej w Czarnobylu.
- 27 września – powstała sieć telewizji kablowej USA Network.
- 29 września – wyniesienie na orbitę radzieckiej stacji orbitalnej Salut 6 (DOS 5).
- 30 września – wyłączono księżycową stację badawczą ALSEP, pochodzącą z Programu Apollo.
- 1 października – brazylijski piłkarz Pelé zakończył karierę sportową.
- 6 października – odbył się pierwszy lot radzieckiego myśliwca MiG-29.
- 7 października:
  - Rada Najwyższa uchwaliła nową Konstytucję ZSRR.
  - ukazał się singel We Are the Champions grupy Queen.
- 8 października – w tasmańskim Hobart oddano do użytku odbudowany Most Tasmana, zburzony po katastrofie statku 5 stycznia 1975 roku.
- 9 października:
  - rozpoczęła się załogowa misja kosmiczna Sojuz 25.
  - Papież Paweł VI kanonizował ojca Charbela Makhloufa maronickiego zakonnika.
- 11 października – prezydent Jemenu Północnego Ibrahim al-Hamdi został zamordowany przez saudyjskich agentów.
- 13 października – palestyńscy terroryści porwali Boeinga 707 linii Lufthansa.
- 18 października:
  - Luksemburg: powstał Europejski Trybunał Obrachunkowy.
  - operacja „Magiczny Ogień”; w Mogadiszu w Somalii niemieckie oddziały specjalne GSG-9 odbiły porwany samolot Lufthansy.
  - na wieść o odbiciu samolotu, trójka założycieli terrorystycznej organizacji RAF popełniła w więzieniu samobójstwo.
- 20 października – w katastrofie lotniczej zginęło troje muzyków amerykańskiej grupy Lynyrd Skynyrd, a pozostali zostali ranni.
- 26 października – w Somalii zdiagnozowano ostatni naturalny przypadek ospy.
- 1 listopada – ZSRR: pierwszy lot rejsowy samolotu Tu-144 (z Moskwy do Ałma-Aty).
- 10 listopada – w Wielkiej Brytanii dokonano pierwszego udanego zapłodnienia in vitro, w wyniku którego jako pierwsze „dziecko z probówki” urodziła się Louise Brown.
- 15 listopada – premiera filmu Bliskie spotkania trzeciego stopnia.
- 19 listopada:
  - egipski prezydent Anwar as-Sadat pierwszym arabskim przywódcą, który złożył oficjalną wizytę w Izraelu.
  - w portugalskim Funchal 131 osób zginęło w katastrofie Boeinga 727 100 linii TAP Air Portugal.
- 20 listopada – prezydent Egiptu Anwar as-Sadat jako pierwszy arabski przywódca wygłosił przemówienie w izraelskim Knesecie.
- 22 listopada – British Airways rozpoczęły regularne loty samolotami Concorde na trasie Londyn-Nowy Jork.
- 23 listopada:
  - na orbicie został umieszczony satelita meteorologiczny Meteosat 1.
  - w trzęsieniu ziemi w argentyńskiej prowincji San Juan zginęło 65 osób.
- 24 listopada – Hiszpania została przyjęta do Rady Europy.
- 1 grudnia – papież Paweł VI przyjął na audiencji Edwarda Gierka.
- 2 grudnia – 59 osób zginęło w katastrofie bułgarskiego Tu-154B w Libanie.
- 4 grudnia – 100 osób zginęło w katastrofie porwanego Boeinga 737 w Malezji.
- 5 grudnia – Egipt zerwał stosunki dyplomatyczne z Algierią, Libią, Syrią, Irakiem i Jemenem Południowym, chcącymi storpedować egipsko-izraelski proces pokojowy.
- 6 grudnia – RPA przyznało niepodległość bantustanowi Bophuthatswana.
- 10 grudnia – rozpoczęła się załogowa misja Sojuz 23 na stację orbitalną Salut 6.
- 12 grudnia – ukazał się piąty studyjny album grupy ABBA The Album.
- 14 grudnia:
  - dokonano oblotu śmigłowca transportowego Mi-26.
  - odbyła się premiera filmu Gorączka sobotniej nocy.
- 15 grudnia – po 4 miesiącach lotu amerykańska sonda Voyager 2 została prześcignięta przez wystrzeloną 16 dni później, ale wprowadzoną na szybszą trajektorię, bliźniaczą sondę Voyager 1.
- 16 grudnia – w Waszyngtonie podpisano traktat amerykańsko-kubański o wspólnej granicy morskiej.
- 19 grudnia – Dries van Agt został premierem Holandii.
- 22 grudnia – dokonano oblotu samolotu transportowego An-72.
- 25 grudnia – izraelski premier Menachem Begin spotkał się z egipskim prezydentem Anwarem as-Sadatem w Egipcie.
- 30 grudnia:
  - kardynał František Tomášek został mianowany 34. arcybiskupem Pragi.
  - seryjny morderca Ted Bundy uciekł z więzienia w Kolorado, dokonując następnie kolejnych morderstw i gwałtów.
- USA i Panama podpisały traktat o statusie i przyszłości Kanału Panamskiego.

## Urodzili się
- 1 stycznia – Jacek Magiera, polski piłkarz, trener i działacz piłkarski
- 2 stycznia – Jolanta Studzienna, polska siatkarka, trenerka
- 3 stycznia:
  - Lee Bowyer, angielski piłkarz
  - A.J. Burnett, amerykański baseballista
  - Mayumi Iizuka, japońska piosenkarka, aktorka
  - Ewa Iwańska-Wiwatowska, polska judoczka
  - Stéphane Pignol, francuski piłkarz
  - Youssef Safri, marokański piłkarz
  - Mark Schmetz, holenderski piłkarz ręczny
  - Murad Umachanow, rosyjski zapaśnik
- 4 stycznia:
  - Irán Castillo, meksykańska aktorka, piosenkarka
  - Jonathan Cochet, francuski kierowca wyścigowy
  - Nenad Džodić, serbski piłkarz
  - David Millar, szkocki kolarz szosowy i torowy
  - Paola Pisano, włoska ekonomistka, polityk
- 6 stycznia:
  - Miroslav Beblavý, słowacki ekonomista, nauczyciel akademicki, polityk
  - Adam Bodnar, polski prawnik, działacz społeczny, rzecznik praw obywatelskich, minister sprawiedliwości, prokurator generalny
  - Daniel Chapo, mozambicki prawnik, wykładowca akademicki, polityk, prezydent Mozambiku
  - Jarosław Wierczuk, polski kierowca wyścigowy
- 7 stycznia:
  - Ireneusz Chromicz, polski koszykarz
  - Nuno Claro, portugalski piłkarz, bramkarz
  - Krisztián Kenesei, węgierski piłkarz
  - Sofi Oksanen, fińska pisarka
  - Barbara Oliwiecka, polska samorządowiec, polityk, posłanka na Sejm RP
  - Reinhard Schwarzenberger, austriacki skoczek narciarski
  - Brent Sopel, kanadyjski hokeista
  - Marco Storari, włoski piłkarz, bramkarz
  - Irena Sznajder, polska lekkoatletka, sprinterka
- 8 stycznia – Amber Benson, amerykańska aktorka
- 9 stycznia:
  - Grzegorz Mordzak, polski koszykarz
  - Scoonie Penn, amerykański koszykarz, trener
- 11 stycznia
  - Dijana Kvesić, bośniacka pływaczka, uczestniczka igrzysk olimpijskich w Atlancie
  - Tara Sharma, indyjsko-brytyjska aktorka
- 13 stycznia:
  - Orlando Bloom, brytyjski aktor
  - Patrícia de Oliveira, brazylijska lekkoatletka, wieloboistka
  - Mariusz Wołosz, polski samorządowiec, działacz sportowy, prezydent Bytomia
- 15 stycznia – Giorgia Meloni, włoska dziennikarka, polityk, premier Włoch
- 16 stycznia – Anna Łopaciuch, polska lekkoatletka, biegaczka średniodystansowa
- 17 stycznia – Christie Sides, amerykańska koszykarka, trenerka
- 18 stycznia – Alina Żydkowa, rosyjska tenisistka
- 19 stycznia – Nicole Oring, amerykańska aktorka pornograficzna
- 20 stycznia – Izabela Lubczyńska, polska judoczka
- 21 stycznia:
  - Agnieszka Przyjemska, polska strzelczyni sportowa
  - Jerry Trainor, amerykański aktor
  - Agnieszka Zalewska, polska pływaczka
- 22 stycznia – Michał Urgoł, polski polityk, działacz samorządowy, prezydent Jastrzębia-Zdroju
- 23 stycznia
  - Michał Gąsowski, polski samorządowiec, wicewojewoda podlaski
  - Robert Perkowski, samorządowiec, burmistrz miasta Ząbki
- 24 stycznia – Piotr Więcławski, ps. Vienio, polski artysta hip-hopowy
- 25 stycznia – Lidia Chojecka, polska lekkoatletka
- 26 stycznia:
  - Paweł Sarna, polski poeta
  - Angela Willis, kostarykańska siatkarka
- 28 stycznia:
  - Urszula Pasławska, polska działaczka samorządowa, polityk, poseł na Sejm RP
  - Liliana Zagacka, polska lekkoatletka, trójskoczkini
- 29 stycznia – Małgotrzata Janowska, polska polityk, poseł na Sejm RP
- 31 stycznia – Kerry Washington, amerykańska aktorka
- 1 lutego:
  - Katarzyna Kotula, polska działaczka społeczna, poseł na Sejm RP
  - Robert Traylor, amerykański koszykarz (zm. 2011)
- 2 lutego – Shakira, kolumbijska piosenkarka
- 3 lutego – Błażej Poboży, polski politolog, podsekretarz stanu w Ministerstwie Spraw Wewnętrznych i Administracji
- 4 lutego – Marcin Chochlew, polski aktor
- 6 lutego – Dorota Dulińska, polska polityk, podsekretarz stanu w Ministerstwie Sportu i Turystyki
- 7 lutego:
  - Mariusz Pudzianowski, polski strongman
  - Hillary Wolf, amerykańska aktorka, judoczka
- 8 lutego:
  - Radosław Hyży, polski koszykarz
  - Bridgette Kerkove, amerykańska aktorka pornograficzna
  - Roman Kostomarow, rosyjski łyżwiarz figurowy, mistrz olimpijski z Turynu
  - Anna Sarna, polska aktorka
  - Mario Voigt, niemiecki polityk, premier Turyngii
- 9 lutego:
  - Przemysław Andrejuk, polski lekarz, polityk, poseł na Sejm RP
  - Ledina Çelo, albańska piosenkarka, modelka
  - Agnieszka Soin, polska menedżer, działaczka samorządowa, polityk, poseł na Sejm RP
- 11 lutego – Mike Shinoda, amerykański raper, członek grup Linkin Park i Fort Minor
- 13 lutego – Paweł Papke, polski siatkarz, polityk, poseł na Sejm RP
- 15 lutego – Anna Pieczarka, polska polityk i samorządowiec, członek zarządu województwa małopolskiego
- 16 lutego:
  - Wojciech Kruczek, Komendant Główny Państwowej Straży Pożarnej
  - Edyta Sibiga, polska lekkoatletka, skoczkini w dal
- 17 lutego:
  - Erin Cardillo, amerykańska aktorka
  - Joanna Mirek, polska siatkarka
  - Leire Olaberria, hiszpańska kolarka torowa
  - Brandy Reed, amerykańska koszykarka
  - Joanna Skrzydlewska, polska polityk, poseł na Sejm RP i eurodeputowana
- 19 lutego:
  - Hubbel Palmer, amerykański aktor i scenarzysta
  - Ola Salo, szwedzki wokalista glamrockowy z zespołu The Ark
  - Mihaela Sandu, rumuńska szachistka
- 20 lutego:
  - Nicolas Dessum, francuski skoczek narciarski
  - Amal Hijazi, libańska piosenkarka, modelka
  - Nienke Hommes, holenderska wioślarka
  - Bartosz Kizierowski, polski pływak
  - Stephon Marbury, amerykański koszykarz
  - Agnieszka Pogroszewska, polska lekkoatletka, młociarka
- 23 lutego:
  - Paulina Holtz, polska aktorka
  - Tomasz Lisowicz, polski kolarz szosowy (zm. 2024)
  - Dally Randriantefy, madagaskarska tenisistka
  - Kristina Šmigun-Vähi, estońska biegaczka narciarska
  - Bronwen Watson, australijska wioślarka
- 24 lutego:
  - Elżbieta Mrożek-Loska, polska altowiolistka
  - Monika Sztreisel, polska strzelczyni sportowa
  - Libero De Rienzo, włoski aktor (zm. 2021)
- 25 lutego:
  - Sarah Jezebel Deva, brytyjska wokalistka, członkini zespołów: Angtoria i Cradle of Filth
  - Ulrike Weichelt, niemiecka kolarka torowa
- 26 lutego – Calli Cox, amerykańska aktorka pornograficzna
- 27 lutego:
  - Ewa Durska, polska lekkoatletka, kulomiotka
  - Jennifer Isacco, włoska bobsleistka
  - Edyta Kubik, polska polityk, posłanka na Sejm RP
- 28 lutego:
  - Steven Fulop, amerykański polityk, burmistrz Jersey City
  - Heykel Megannem, tunezyjski piłkarz ręczny
- 1 marca:
  - Leszek Blanik, polski sportowiec, mistrz olimpijski z Pekinu
  - Esther Canadas, hiszpańska aktorka, modelka
  - Liisa Oviir, estońska prawnik, polityk
- 2 marca:
  - Dominique Canty, amerykańska koszykarka
  - Chris Martin, wokalista zespołu Coldplay
- 3 marca:
  - Gabriel Arroyo, argentyński siatkarz
  - Anna Marczewska, polska koszykarka
- 4 marca:
  - Ana Guevara, meksykańska lekkoatletka, sprinterka
  - Andrzej Liczik, polski bokser pochodzenia ukraińskiego
  - Dan Wells, amerykański pisarz
- 5 marca:
  - Taismary Agüero, kubańsko-włoska siatkarka
  - Piotr Duda, polski aktor, menedżer teatralny
  - Dainius Gleveckas, litewski piłkarz
  - Wally Szczerbiak, amerykański koszykarz pochodzenia ukraińskiego
- 7 marca:
  - Dante Boninfante, włoski siatkarz
  - Presław Borisow, bułgarski przedsiębiorca, polityk, eurodeputowany
  - Jérôme Fernandez, francuski piłkarz ręczny
  - Mia Hundvin, norweska piłkarka ręczna
  - Bartosz Kowalski-Banasewicz, polski kompozytor, aranżer, instrumentalista, pedagog
  - José Nunes, portugalski piłkarz
  - Katarzyna Raduszyńska, polska reżyserka teatralna
  - Diana Sánchez, hiszpańska siatkarka
  - Mark Taylor, kanadyjski aktor
  - Brent Weeks, amerykański pisarz fantasy
  - Mitja Zastrow, holenderski pływak
- 8 marca:
  - Petar Angełow, macedoński piłkarz ręczny, bramkarz
  - Alison Becker, amerykańska aktorka komediowa, scenarzystka
  - Piotr Borowski, polski aktor
  - Piotr Gruszka, polski siatkarz, trener
  - John de Jong, holenderski piłkarz
  - Peter Schep, holenderski kolarz torowy
  - James Van Der Beek, amerykański aktor
  - Fernando Vicente, hiszpański tenisista
  - Johann Vogel, szwajcarski piłkarz
  - Wilku, polski raper, producent muzyczny
- 9 marca:
  - Jelena Buruchina, rosyjska biegaczka narciarska
  - Sébastien Chabaud, francuski piłkarz
  - Vincent Defrasne, francuski biathlonista
  - Piotr Piechniak, polski piłkarz, trener
  - Damian Syjonfam, polski piosenkarz, autor tekstów
  - Bernadett Szél, węgierska ekonomistka, polityk
  - Maciej Terlecki, polski piłkarz
- 10 marca:
  - Peter Enckelman, fiński piłkarz, bramkarz
  - Lenka Krobotová, czeska aktorka
  - Enrico Kühn, niemiecki bobsleista
  - Robin Thicke, amerykański piosenkarz, aktor
- 11 marca:
  - Nikki Anderson, węgierska aktorka pornograficzna
  - Fatih Bakir, turecki zapaśnik
  - Michal Handzuš, słowacki hokeista
  - Becky Hammon, amerykańska koszykarka
  - Jo Sung-mo, południowokoreański piosenkarz
  - Marco Kreuzpaintner, niemiecki reżyser, scenarzysta i producent filmowy
  - Sim Jae-won, południowokoreański piłkarz
  - Sokół, polski raper
- 12 marca:
  - Camille Anderson, amerykańska aktorka
  - Michelle Burgher, jamajska lekkoatletka, sprinterka
  - Amdy Faye, senegalski piłkarz
  - Ben Kenney, amerykański basista, członek zespołu Incubus
  - Rita König, niemiecka florecistka
  - Thomas Røll, duński piłkarz
  - Dawid Woliński, polski projektant mody
  - Maciej Żołnowski, polski kompozytor, publicysta
- 13 marca:
  - Piotr Drzewiecki, polski medioznawca
  - Iza Kowalewska, polska piosenkarka, autorka tekstów
  - Krystyna Myszkiewicz, polska poetka
  - Brent Sancho, trynidadzko-tobagijski piłkarz
  - Artur Soboń, polski samorządowiec, polityk, poseł na Sejm RP
- 14 marca:
  - Matthew Booth, południowoafrykański piłkarz
  - Ida Corr, duńska piosenkarka
  - Kim Nam-il, południowokoreański piłkarz
  - Alexander Kosenkow, niemiecki lekkoatleta, sprinter pochodzenia kirgiskiego
  - Naoki Matsuda, japoński piłkarz (zm. 2011)
  - Aki Hoshino, japońska aktorka, idolka oraz modelka
- 15 marca:
  - Édson, brazylijski piłkarz
  - Joseph Hahn, amerykański muzyk pochodzenia koreańskiego, członek zespołu Linkin Park
  - Karol Kisel, słowacki piłkarz
  - Imke Schellekens-Bartels, holenderska jeźdźczyni sportowa
  - Frédéric Serrat, francuski bokser
  - Anita Tomulevski, norweska lekkoatletka, tyczkarka
- 16 marca:
  - Mónica Cruz, hiszpańska aktorka, tancerka, modelka
  - Sambor Czarnota, polski aktor
  - Vadim Kutsenko, uzbecki i rosyjski tenisista
  - Ismael La Rosa, peruwiański aktor
  - Manuela Levorato, włoska lekkoatletka, sprinterka
  - Ralf van der Rijst, holenderski łyżwiarz szybki
  - Henry Ring, amerykański piłkarz, bramkarz
  - Thomas Rupprath, niemiecki pływak
  - Eliza Surdyka, polska biegaczka narciarska
- 17 marca – Zbigniew Fil, polski wokalista, multiinstrumentalista
- 18 marca:
  - Aysun Ayhan, turecka siatkarka
  - Arkadij Babczenko, rosyjski prawnik, pisarz, dziennikarz, korespondent wojenny
  - Zdeno Chára, słowacki hokeista
  - Aleksander (Drabynko), ukraiński biskup prawosławny
  - Fernando Rodney, dominikański baseballista
  - Willy Sagnol, francuski piłkarz, trener
  - Aleksandra Zasada, polska bakteriolog
- 19 marca – Josep-Lluís Serrano Pentinat, hiszpański duchowny katolicki, współksiążę episkopalny Andory
- 20 marca:
  - Daniel Beger, polski samorządowiec prezydent Świętochłowic
  - Wadzim Dziewiatouski, białoruski lekkoatleta, młociarz, polityk
  - Agnieszka Gortel-Maciuk, polska lekkoatletka, biegaczka długodystansowa
  - Gayatri Joshi, indyjska aktorka, modelka
  - Wouter Koolmees, holenderski ekonomista, polityk
  - Bogdan Miklusz, polski dziennikarz, poeta
  - Poli, hiszpański piłkarz
- 21 marca:
  - Bruno Cirillo, włoski piłkarz
  - Jamie Delgado, brytyjski tenisista
  - Ilse Heylen, belgijska judoczka
  - Silvio Schaufelberger, szwajcarski bobsleista
- 22 marca:
  - Rafał Bartmiński, polski śpiewak operowy (tenor)
  - Daniela Galeotti, włoska lekkoatletka, skoczkini wzwyż
  - Bevan George, australijski hokeista na trawie
  - Giovanca, holenderska piosenkarka, autorka tekstów, modelka
  - Ambrosi Hoffmann, szwajcarski narciarz alpejski
  - Joel Kwiatkowski, kanadyjski hokeista, trener pochodzenia polskiego
  - Wadym Małachatko, ukraińsko-belgijski szachista
  - John Otto, amerykański perkusista, członek zespołu Limp Bizkit
  - Marielle Saner, szwajcarska kolarka górska
- 24 marca:
  - Warwara Baryszewa, rosyjska łyżwiarka szybka
  - Ditmir Bushati, albański polityk
  - Jessica Chastain, amerykańska aktorka
  - Leiv Igor Devold, norweski reżyser filmowy
- 25 marca:
  - Tommy Herzog, szwajcarski bobsleista
  - Ilona Hlaváčková, czeska pływaczka
  - Sylwia Jaskulska, polska samorządowiec, nauczycielka, członek zarządu województwa warmińsko-mazurskiego
  - Édgar Ramírez, wenezuelski aktor
  - Andri Sigþórsson, islandzki piłkarz
  - Irina Stankina, rosyjska lekkoatletka, chodziarka
  - Dmitrij Tiomkin, kanadyjski szachista pochodzenia izraelskiego
  - Josh West, brytyjski wioślarz
- 26 marca:
  - Florin Corodeanu, rumuński rugbysta
  - Kevin Davies, angielski piłkarz
  - Morgan De Sanctis, włoski piłkarz, bramkarz
  - Pier Gonella, włoski gitarzysta, kompozytor, autor tekstów, członek zespołu Mastercastle
  - Bianca Kajlich, amerykańska aktorka
  - Paulin Tokala Kombe, kongijski piłkarz, bramkarz
  - Gearoid Towey, irlandzki wioślarz
- 27 marca:
  - Joanis Melisanidis, grecki gimnastyk
  - Juraj Minčík, słowacki kajakarz górski
  - Lidia Miś, polska autorka literatury dziecięcej i młodzieżowej
  - Buffy-Lynne Williams-Alexander, kanadyjska wioślarka
  - Nils Winter, niemiecki lekkoatleta, skoczek w dal
- 28 marca:
  - Devon, amerykańska aktorka pornograficzna
  - Ahmet Gülhan, turecki zapaśnik
  - Anna Rybicka, polska florecistka
  - Rafał Skarżycki, polski pisarz, scenarzysta komiksowy
  - Lauren Weisberger, amerykańska pisarka
- 29 marca:
  - Kristina Brandi, portorykańska tenisistka
  - Bevan Docherty, nowozelandzki triathlonista
  - Patryk Gabriel, polski polityk, samorządowiec, poseł na Sejm RP
  - Nóra Medvegy, węgierska szachistka
  - Rūta Paškauskienė, litewska tenisistka stołowa
  - Djabir Saïd-Guerni, algierski lekkoatleta, średniodystansowiec
  - Anja Schache, niemiecka florecistka
- 30 marca:
  - Marc Gicquel, francuski tenisista pochodzenia tunezyjskiego
  - Antonio Langella, włoski piłkarz
  - Daniel Noriega, wenezuelski piłkarz
  - Anna Świątczak, polska piosenkarka
- 31 marca:
  - Cal Bowdler, amerykański koszykarz
  - Agata Mańczyk, polska pisarka
  - Garth Tander, australijski kierowca wyścigowy
- 1 kwietnia:
  - Gábor Boczkó, węgierski szpadzista
  - Vincent Doukantié, malijski piłkarz
  - Salvador Meliá, hiszpański kolarz torowy
  - Juuso Riksman, fiński hokeista, bramkarz
  - Tangela Smith, amerykańska koszykarka
  - Haimar Zubeldia, hiszpański kolarz szosowy
- 2 kwietnia:
  - Per Elofsson, szwedzki biegacz narciarski
  - Michael Fassbender, niemiecko-irlandzki aktor
  - Sascha Gerstner, niemiecki gitarzysta, członek zespołu Helloween
  - Annett Louisan, niemiecka piosenkarka
  - Nicki Pedersen, duński żużlowiec
  - Hanno Pevkur, estoński prawnik, samorządowiec, polityk
  - Marc Raquil, francuski lekkoatleta, sprinter
  - Justyna Skrzydło, polska anglistka, urzędniczka państwowa
  - Roger Suárez, boliwijski piłkarz
- 3 kwietnia:
  - Alen Avdić, bośniacki piłkarz
  - Lounès Bendahmane, algierski piłkarz
  - Hussein Fatal, amerykański raper (zm. 2015)
  - César Martín, hiszpański piłkarz
  - Birgit Minichmayr, austriacka aktorka
- 4 kwietnia:
  - Piotr Długosielski, polski lekkoatleta, sprinter
  - Adam Dutkiewicz, amerykański gitarzysta, wokalista, producent muzyczny pochodzenia polskiego, członek zespołów: Killswitch Engage, Burn Your Wishes i Times Of Grace
  - Piotr Kuczera, polski samorządowiec, prezydent Rybnika
  - Begençmuhammet Kuliýew, turkmeński piłkarz
  - Kęstutis Marčiulionis, litewski koszykarz
  - Shauna Rohbock, amerykańska bobsleistka
- 6 kwietnia:
  - Gianna Jessen, amerykańska działaczka antyaborcyjna
  - Arnold Masin, polski informatyk, polityk, poseł na Sejm RP
  - Sami Mustonen, fiński narciarz dowolny
  - Ville Nieminen, fiński hokeista
  - Teddy Sears, amerykański aktor
  - Georg Wiebel, niemiecki siatkarz
- 9 kwietnia – Gerard Way, amerykański wokalista zespołu My Chemical Romance
- 10 kwietnia:
  - Laura Jordan, kanadyjska aktorka
  - Przemysław Lechowski, polski pianista
  - Michał Sośnicki, polski szachista (zm. 2000)
  - Nina Sztanski, nadniestrzańska polityk
- 12 kwietnia:
  - Tobias Angerer, niemiecki biegacz narciarski
  - Maciej Bartoszek, polski trener piłkarski
  - Natasza Caban, polska żeglarka sportowa
  - Giovanny Espinoza, ekwadorski piłkarz
  - Sarah Jane Morris, amerykańska aktorka
  - Witalij Nat, ukraiński piłkarz ręczny
- 13 kwietnia:
  - Martin Dimitrow, bułgarski polityk
  - Marcin Kobierski, polski kajakarz, kanadyjkarz
  - Doresia Krings, austriacka snowboardzistka
  - Bertrand Laquait, francuski piłkarz
  - Oh Sang-eun, południowokoreański tenisista stołowy
  - Margus Tsahkna, estoński polityk
- 14 kwietnia:
  - Sarah Michelle Gellar, amerykańska aktorka
  - Rob McElhenney, amerykański aktor
  - David Valadao, amerykański polityk, kongresmen ze stanu Kalifornia
  - Cristiano Zanetti, włoski piłkarz
- 15 kwietnia:
  - Marcin Kuźba, polski piłkarz
  - Dejan Milojević, serbski koszykarz, trener
  - Lilija Wajhina-Jefremowa, ukraińska biathlonistka
  - Jakub Wierzchowski, polski piłkarz, bramkarz
- 16 kwietnia:
  - Fredrik Ljungberg, szwedzki piłkarz
  - Stefanie Melbeck, niemiecka piłkarka ręczna
  - Thomas Rasmussen, duński piłkarz
  - Innocenty (Wasiecki), rosyjski biskup prawosławny
  - Alek Wek, brytyjska modelka pochodzenia południowosudańskiego
- 17 kwietnia:
  - Christian Becerine, argentyński kolarz BMX
  - Goran Drulić, serbski piłkarz
  - Chad Hedrick, amerykański łyżwiarz szybki
  - He Ying, chińska łuczniczka
- 18 kwietnia:
  - Georgi Baczew, bułgarski piłkarz
  - Katarzyna Czyż, polska lekkoatletka, biegaczka
  - Hassan El Fakiri, norweski piłkarz pochodzenia marokańskiego
  - Nils Olav Fjeldheim, norweski kajakarz
  - Jonathan Rowson, szkocki szachista
  - Adrian Claudiu Sână(inne języki), rumuński wokalista, członek zespołu Akcent
  - Przemysław Wilant, polski pływak, trener, działacz sportowy
- 19 kwietnia:
  - Anju Bobby George, indyjska lekkoatletka, skoczkini w dal
  - Katarzyna Glinka, polska aktorka
  - Lucien Mettomo, kameruński piłkarz
  - Piotr Piasecki, polski muzyk, wokalista, kompozytor, autor tekstów, członek zespołów: Pogodno i Babu Król
  - Greg Sutton, kanadyjski piłkarz, bramkarz
- 20 kwietnia:
  - Alejandro Cichero, wenezuelski piłkarz
  - Grażyna Prokopek, polska lekkoatletka, sprinterka
  - Meelis Rooba, estoński piłkarz
- 21 kwietnia:
  - Igor Francetić, chorwacki wioślarz
  - Darius Grigalionis, litewski pływak
  - Tomasz Kot, polski aktor
  - Jamie Salé, kanadyjska łyżwiarka figurowa
- 22 kwietnia:
  - Courtney Alexander, amerykański koszykarz
  - Ambra Angiolini, włoska aktorka, piosenkarka, prezenterka telewizyjna
  - Philippe Barca-Cysique, francuski siatkarz
  - Mark van Bommel, holenderski piłkarz
  - José Roberto dos Reis, brazylijski duchowny katolicki, biskup pomocniczy Goiânia
  - Sabine Egger, szwajcarska narciarka alpejska
  - Miika Elomo, fiński hokeista, trener (zm. 2025)
  - Ana Fitidu, cypryjska lekkoatletka, tyczkarka
  - Łukasz Kiedewicz, polski hokeista, bramkarz, trener
  - Bodo Kox, polski dziennikarz, reżyser filmowy, aktor
  - Stephanie McCann, kanadyjska lekkoatletka, tyczkarka
  - Steven Price, brytyjski kompozytor muzyki filmowej
- 23 kwietnia:
  - Arash, irańsko-szwedzki piosenkarz, producent muzyczny
  - John Cena, amerykański wrestler, raper, aktor
  - Kirsten Clark, amerykańska narciarka alpejska
  - Pascal Gaüzère, francuski sędzia rugby
  - Andruw Jones, baseballista z Curaçao
  - Wojciech Kossakowski, polski samorządowiec, polityk, poseł na Sejm RP
  - Siergiej Kucow, kirgiski piłkarz
  - Lee Young-pyo, południowokoreański piłkarz
  - Michaił Makouski, białoruski piłkarz
  - Uładzimir Makouski, białoruski piłkarz
  - John Oliver, brytyjski aktor, komik
  - Kal Penn, amerykański aktor, producent filmowy pochodzenia indyjskiego
  - Llucia Ramis i Laloux, katalońska dziennikarka, pisarka
  - Anna Sjöström, szwedzka piłkarka
- 24 kwietnia:
  - Eric Balfour, amerykański aktor
  - Carlos Beltrán, portorykański baseballista
  - Nicolas Cazalé, francuski aktor
  - Rebecca Mader, brytyjska aktorka, modelka
  - Diego Placente, argentyński piłkarz
  - Andrzej Samoraj, polski samorządowiec, burmistrz Drobina (zm. 2020)
- 25 kwietnia:
  - Sylviane Berthod, szwajcarska narciarka alpejska
  - Anna Blomberg-Gahan, polska wokalistka rockowa i dziennikarka muzyczna
  - Manolo Cardona, kolumbijski aktor
  - Konstandinos Christoforu, cypryjski piosenkarz, kompozytor
  - Jeff Coetzee, południowoafrykański tenisista
  - Katarzyna Klimkiewicz, polska reżyserka i scenarzystka filmowa
  - Matthew West, amerykański piosenkarz
  - Linda Zilliacus, fińska aktorka
  - Dzintars Zirnis, łotewski piłkarz
- 26 kwietnia:
  - Samantha Cristoforetti, włoska kapitan pilot, inżynier, astronautka
  - Jason Earles, amerykański aktor
  - Joël Lupahla, zimbabwejski piłkarz
  - Roxana Saberi, amerykańska dziennikarka pochodzenia japońsko-irańskiego
  - Janneke Schopman, holenderska hokeistka na trawie
  - Tom Welling, amerykański aktor
  - Raphaël Wicky, szwajcarski piłkarz
- 28 kwietnia – Hanna Garbowska, polska szachistka
- 29 kwietnia:
  - Matt Bachand, amerykański muzyk, kompozytor, wokalista, inżynier dźwięku, producent muzyczny, członek zespołów: Shadows Fall, Act of Defiance, Times of Grace i Hatebreed
  - Sándor Bárdosi, węgierski zapaśnik
  - Joaquín Beltrán, meksykański piłkarz pochodzenia hiszpańskiego
  - Marcel Hacker, niemiecki wioślarz
  - Titus O’Neil, amerykański wrestler, futbolista
  - Andrius Skerla, litewski piłkarz
  - Petja Stawrewa, bułgarska dziennikarka, polityk (zm. 2024)
  - Razan Zajtuna, syryjska prawniczka, obrończyni praw człowieka
  - Attila Zsivoczky, węgierski lekkoatleta, wieloboista
- 30 kwietnia – Grzegorz Pastuszak, polski inżynier
- 1 maja:
  - Bill Gadolo, fidżyjski rugbysta
  - Aurtis Whitley, trynidadzko-tobagijski piłkarz
  - Daria Widawska, polska aktorka
- 2 maja:
  - Brian Cardinal, amerykański koszykarz
  - Sebastian Chwałek, polski prawnik, urzędnik państwowy
  - Alessandro D’Avenia, włoski pisarz, nauczyciel
  - Andor Deli, serbski polityk pochodzenia węgierskiego
  - Bogdan Dumitrache, rumuński aktor
  - Jan Fitschen, niemiecki lekkoatleta, długodystansowiec
  - Martín García, argentyński tenisista
  - Marlena Mieszała, polska siatkarka
  - Jenna von Oÿ, amerykańska aktorka, piosenkarka country
  - Kalle Palander, fiński narciarz alpejski
  - Monika Sewioło, polska piosenkarka
- 3 maja:
  - Alessandro Battilocchio, włoski prawnik, polityk
  - Maria Magdalena Dumitrache, rumuńska wioślarka
  - Amar Ferhatović, bośniacki piłkarz
  - Dirk Lippits, holenderski wioślarz
  - Tyronn Lue, amerykański koszykarz, trener
  - Marjam Mirzachani, irańska matematyk (zm. 2017)
  - Susan O’Connor, kanadyjska curlerka
  - Ben Olsen, amerykański piłkarz
  - Nicola Thost, niemiecka snowboardzistka
  - Noel Valladares, honduraski piłkarz, bramkarz
- 4 maja:
  - Monika Bronicka, polska żeglarka sportowa, dziennikarka
  - Patrycja Bukowska, polska modelka, aktorka
  - Christine Guldbrandsen, norweska lekkoatletka, tyczkarka
  - Nestoras Komatos, grecki koszykarz
  - Tomasz Szafrański, polski reżyser i scenarzysta filmowy
  - Zsuzsanna Vörös, węgierska pięcioboistka nowoczesna
  - Piotr Włodarczyk, polski piłkarz
- 5 maja:
  - Dmitrij Bykow, rosyjski hokeista
  - Jacky Ido, francuski aktor, reżyser i scenarzysta filmowy
  - Filip Kliszczyk, polski piłkarz ręczny
  - Zolani Marali, południowoafrykański bokser
  - Jessica Schwarz, niemiecka aktorka
  - Dimityr Tełkijski, bułgarski piłkarz
  - Goce Tołeski, północnomacedoński piłkarz
- 6 maja:
  - Chantelle Newbery, australijska skoczkini do wody
  - André Sá, brazylijski tenisista
  - Odelvis Dominico Speek, kubański siatkarz
  - Bartosz Walaszek, polski twórca filmów animowanych
- 8 maja:
  - Joe Bonamassa, amerykański gitarzysta i wokalista bluesrockowy
  - Jim Brennan, kanadyjski piłkarz
  - Barbara Jelić-Ružić, chorwacka siatkarka
  - Krzysztof Mróz, polski samorządowiec, polityk, senator RP
  - Andżelika Nowak, polska scenarzystka, autorka tekstów
  - Teodoros Papalukas, grecki koszykarz
  - Juan Ignacio Sánchez, argentyński koszykarz
- 10 maja:
  - Henri Camara, senegalski piłkarz
  - Nick Heidfeld, niemiecki kierowca wyścigowy
  - Anna Kariejewa, rosyjska piłkarka ręczna
  - Dawid Kupczyk, polski bobsleista
  - Siergiej Nakariakow, rosyjski trębacz
  - Hugo Silva, hiszpański aktor
  - Jiří Štoček, czeski szachista
- 11 maja:
  - Janne Ahonen, fiński skoczek narciarski
  - Nikołaj Bolszakow, rosyjski biegacz narciarski
  - Caimin Douglas, holenderski lekkoatleta, sprinter
  - Teresa Dzielska, polska aktorka
  - Pablo García, urugwajski piłkarz
  - Wojciech Kowalewski, polski piłkarz, bramkarz
  - Victor Matfield, południowoafrykański rugbysta
  - Nathalie Pâque, belgijska piosenkarka
  - Jiří Popelka, czeski siatkarz
  - Marek Rybiński, polski duchowny katolicki, salezjanin, misjonarz (zm. 2011)
- 12 maja
  - Bartłomiej Bałaban, polski prawnik, polityk, członek zarządu województwa lubelskiego
  - Michał Joka Marten, polski raper, członek katowickiej grupy Kaliber 44
  - Tomasz Lorenc, polski prawnik, samorządowiec, wicewojewoda podkarpacki
- 13 maja:
  - Tom Cotton, amerykański polityk, senator
  - Ilse DeLange, holenderska piosenkarka, gitarzystka
  - Samantha Morton, brytyjska aktorka
  - Pusha T, amerykański raper
  - Tarik Sektioui, marokański piłkarz
- 14 maja:
  - Anca Barna, niemiecka tenisistka
  - Sebastian Grochowiak, polski wokalista, autor tekstów, członek zespołów: Profanum i Witchmaster
  - Roy Halladay, amerykański baseballista (zm. 2017)
  - Brian Priske, duński piłkarz
- 15 maja:
  - Weronika Glinkiewicz, polska żeglarka
  - Fabien Merciris, francuski kolarz torowy i szosowy, triathlonista
  - Aydın Polatçı, turecki zapaśnik
- 16 maja:
  - Ronny Ackermann, niemiecki narciarz, kombinator norweski
  - Melanie Lynskey, nowozelandzka aktorka
  - Emilíana Torrini, islandzka piosenkarka pochodzenia włoskiego
  - Milivoje Vitakić, serbski piłkarz
- 17 maja:
  - Aleksandra Gryka, polska kompozytorka
  - Miyuki Kanō, japońska siatkarka
  - Anna Krystewa, bułgarska łyżwiarka szybka
  - Pablo Prigioni, argentyński koszykarz
  - Anders Södergren, szwedzki biegacz narciarski
  - Marcin Stokłosa, polski koszykarz
  - Juan Velasco Damas, hiszpański piłkarz
- 18 maja:
  - Richard Hastings, kanadyjski piłkarz
  - Kamalija, ukraińsko-rosyjska piosenkarka, aktorka, modelka
  - Danny Mills, angielski piłkarz
  - Mateusz Piskorski, polski politolog, dziennikarz, publicysta, polityk, poseł na Sejm RP
  - Russell Sams, amerykański aktor
  - László Szatmári, węgierski żużlowiec
- 19 maja:
  - Manuel Almunia, hiszpański piłkarz, bramkarz
  - Erom Cordeiro, brazylijski aktor
  - Cristóbal Cruz, meksykański bokser
  - Bartłomiej Kasprzykowski, polski aktor
  - Anna Kędzior, polska koszykarka
  - Natalia Oreiro, urugwajska aktorka, piosenkarka
  - Teemu Raimoranta, fiński gitarzysta, członek zespołów: Finntroll, Thy Serpent i Impaled Nazarene (zm. 2003)
- 20 maja:
  - Paweł Baraszkiewicz, polski kajakarz
  - Najeh Braham, tunezyjski piłkarz
  - Matt Czuchry, amerykański aktor pochodzenia ukraińskiego
  - Leo Franco, argentyński piłkarz, bramkarz
  - Maciej Gdula, polski socjolog, polityk, poseł na Sejm RP
  - Raf de Gregorio, nowozelandzki piłkarz pochodzenia włoskiego
  - Eric Jamili, filipiński bokser
  - Stirling Mortlock, australijski rugbysta
  - Dilshod Oripov, uzbecki zapaśnik
  - Serghei Rogaciov, mołdawski piłkarz
  - Sanna Stén, fińska wioślarka
  - Piotr Uściński, polski polityk, samorządowiec, poseł na Sejm RP
- 21 maja – Ana Revenco, mołdawska polityk
- 22 maja:
  - Faouzi El Brazi, marokański piłkarz
  - Tarmo Mitt, estoński judoka, strongman
  - Jean-Christophe Péraud, francuski kolarz szosowy, górski i przełajowy
  - Rafał Selega, polski hokeista (zm. 2018)
  - Karla Šlechtová, czeska ekonomistka, polityk
- 23 maja:
  - Anna Alliquander, węgierska wioślarka
  - Luca Attanasio, włoski dyplomata, polityk, ambasador (zm. 2021)
  - Karin Huttary, austriacka narciarka dowolna
  - Ilja Kulik, rosyjski łyżwiarz figurowy
  - Michał Miśkiewicz, polski perkusista jazzowy
  - Ekaterine Tkeszelaszwili, gruzińska polityk
- 24 maja:
  - Patrycja Durska-Mruk, polska aktorka
  - Marek Gwóźdź, polski skoczek narciarski
  - Faʻafetai Iutana, samoański zapaśnik
  - Tamarine Tanasugarn, tajska tenisistka
- 25 maja:
  - Virginie De Carne, belgijska siatkarka
  - Alberto Del Rio, meksykański wrestler, zawodnik MMA
  - Florentin Dumitru, rumuński piłkarz
  - Kim Kyung-ah, południowokoreańska tenisistka stołowa
  - Francisco Palacios, portorykański bokser
- 26 maja:
  - Nikos Chadziwretas, grecki koszykarz
  - Taufaʻao Filise, tongański rugbysta
  - Goçguly Goçgulyýew, turkmeński piłkarz
  - Chrisis Michail, cypryjski piłkarz
  - Michal Riszdorfer, słowacki kajakarz
  - Tara Snyder, amerykańska tenisistka
  - Luca Toni, włoski piłkarz
- 29 maja:
  - Massimo Ambrosini, włoski piłkarz
  - Marco Cassetti, włoski piłkarz
  - Travis Fulton, amerykański zawodnik MMA, bokser i kickbokser (zm. 2021)
  - Christina Kałczewa, bułgarska lekkoatletka, skoczkini wzwyż
  - António Lebo Lebo, angolski piłkarz
  - Robert Szczerbaniuk, polski siatkarz
- 1 czerwca:
  - Sarah Wayne Callies, amerykańska aktorka
  - Arsen Gitinow, rosyjski i kirgijski zapaśnik
  - Paweł Gruza, polski urzędnik państwowy
  - Danielle Harris, amerykańska aktorka
  - Kate Magowan, brytyjska aktorka
  - Kelly Scott, kanadyjska curlerka
- 2 czerwca:
  - Teet Allas, estoński piłkarz
  - Mike Apple, amerykański piłkarz
  - Kinga Jurek, polska judoczka
  - Judith Kirton-Darling, brytyjska działaczka związkowa, polityk
  - Mirosław Łopatka, polski koszykarz
  - Zachary Quinto, amerykański aktor, reżyser i producent telewizyjny
  - Szymon Sędrowski, polski aktor
  - Katarzyna Stankiewicz, polska piosenkarka, autorka tekstów
  - AJ Styles, amerykański wrestler
- 4 czerwca – Ingrid Visser, holenderska siatkarka (zm. 2013)
- 5 czerwca:
  - Navi Rawat, amerykańska aktorka pochodzenia indyjsko-niemieckiego
  - Liza Weil, amerykańska aktorka
  - Tamika Whitmore, amerykańska koszykarka
- 6 czerwca:
  - Małgorzata Bela, polska aktorka, modelka
  - David Connolly, irlandzki piłkarz pochodzenia angielskiego
  - Meike Evers, niemiecka wioślarka
  - Camu Tao, amerykański raper, producent muzyczny (zm. 2008)
- 7 czerwca:
  - Marcin Baszczyński, polski piłkarz
  - Beata Chruścińska, polska aktorka
  - Rafał Drozd, polski aktor, wokalista
  - Łukasz Kluczniak, polski saksofonista jazzowy, kompozytor, aranżer
  - Donovan Ricketts, jamajski piłkarz, bramkarz
- 8 czerwca:
  - Edgar Hernández, meksykański lekkoatleta, chodziarz
  - Barbara Jaracz, polska szachistka
  - Sandra Lewandowska, polska ekonomistka, polityk, poseł na Sejm RP
  - Angelika Rösch, niemiecka tenisistka
  - Hrvoje Vejić, chorwacki piłkarz
  - Kanye West, amerykański raper, wokalista, producent muzyczny
- 9 czerwca:
  - Ewa Andruszkiewicz, polska aktorka
  - Wioletta Frankiewicz, polska lekkoatletka, biegaczka długodystansowa
  - Jelena Panowa, rosyjska aktorka
  - Predrag Stojaković, serbski koszykarz
- 10 czerwca – Anna Skrzyńska, polska lekkoatletka, tyczkarka
- 11 czerwca:
  - Artur Andruszczak, polski piłkarz, trener, samorządowiec
  - Przemysław Czarnek, polski prawnik, polityk, wojewoda lubelski
  - Ryan Dunn, amerykański aktor, kaskader (zm. 2011)
  - Shane Meier, kanadyjski aktor
  - Geoff Ogilvy, australijski golfista
  - Monika Žídková, czeska modelka, zwyciężczyni konkursów piękności
- 12 czerwca:
  - Lucia Drábiková, słowacka psycholog, polityk
  - Dominik Jaśkowiec, polski politolog, wykładowca akademicki, samorządowiec, polityk, poseł na Sejm RP
  - Mayvelis Martínez Adlum, kubańska siatkarka
  - Kenny Wayne Shepherd, amerykański gitarzysta bluesowy
- 13 czerwca:
  - Ángel Dennis, kubański siatkarz
  - Alaura Eden, amerykańska aktorka pornograficzna
  - Emily Harrison, amerykańska aktorka
  - Eugen Hmaruc, mołdawski piłkarz, bramkarz
  - Alaksiej Kalużny, białoruski hokeista
- 14 czerwca:
  - Haiducii, rumuńska piosenkarka, aktorka, modelka
  - Duncan Oughton, nowozelandzki piłkarz
  - Sullivan Stapleton, australijski aktor
- 15 czerwca:
  - Borixon, polski raper i producent muzyczny
  - Michael Doleac, amerykański koszykarz
  - Anna Kowalczuk, rosyjska aktorka
  - Ivan Vrba, czeski kolarz torowy
  - Jakub Wiśniewski, polski polityk i dyplomata
- 16 czerwca – Aldona Kmieć, polsko-australijska fotograf, eseistka
- 17 czerwca:
  - Andriej Biełozierow, rosyjski szachista
  - Sylwia Juszczak-Krawczyk, polska aktorka
  - Jarosław Lato, polski piłkarz
  - Łukasz Osmalak, polski informatyk, polityk, poseł na Sejm RP
  - Dominik Połoński, polski wiolonczelista (zm. 2018)
  - Tomasz Wojdyła, polski koszykarz
- 18 czerwca:
  - Kaja Kallas, estońska prawnik, polityk, premier Estonii
  - Majed Moqed, saudyjski terrorysta (zm. 2001)
  - Candelaria Saenz Valiente, argentyńska malarka, reżyserka, wokalistka
- 20 czerwca – Stephanie White, amerykańska koszykarka, trenerka
- 21 czerwca:
  - Jochen Hecht, niemiecki hokeista
  - Tara Killian, amerykańska aktorka
  - Sarah Slean, kanadyjska piosenkarka, kompozytorka, aktorka, poetka, malarka, fotografka
- 22 czerwca:
  - Frédéric Weis, francuski koszykarz
  - Mike Alexander, brytyjski basista, członek zespołu Evile (zm. 2009)
  - Jurek Dybał, polski dyrygent, kontrabasista
  - Aneta Łazarska, polska prawnik
  - Halina Mlynkova, polska piosenkarka, autorka tekstów
  - Jewgienij Najer, rosyjski szachista
  - Marco Reda, kanadyjski piłkarz pochodzenia włoskiego
  - Sébastien Ruette, francuski siatkarz pochodzenia kanadyjskiego
- 23 czerwca – Jason Mraz, amerykański piosenkarz
- 24 czerwca:
  - Dimos Dikudis, grecki koszykarz
  - Weronika Migoń, polska reżyserka filmowa (zm. 2015)
  - Laura Pawela, polska rzeźbiarka, autorka instalacji
  - Stacy Sykora, amerykańska siatkarka
  - Adele Tonnini, polityczka z San Marino
  - Amir Talai, irańsko-amerykański aktor, komik
  - Nina Żywaniewska, rosyjska pływaczka
- 25 czerwca:
  - Layla El, brytyjska tancerka, modelka, wrestlerka, aktorka pochodzenia hiszpańsko-marokańskiego
  - Edyta Golec, polska altowiolistka, wokalistka, członkini zespołu Golec uOrkiestra
  - Marcin Kaczmarek, polski pływak
  - Aleksiej Olejnik, rosyjski zawodnik MMA i sambo pochodzenia ukraińskiego
- 26 czerwca – Sebastian Świderski, polski siatkarz
- 27 czerwca – Raúl González, hiszpański piłkarz
- 28 czerwca:
  - Lindsay Lee-Waters, amerykańska tenisistka
  - Dóra Lőwy, węgierska piłkarka ręczna
  - Mark Stoermer, amerykański basista, członek zespołu The Killers
  - Łukasz Surma, polski piłkarz
- 29 czerwca:
  - Sam Bailey, brytyjska piosenkarka
  - Cristian Cásseres, wenezuelski piłkarz pochodzenia kolumbijskiego
  - Will Kemp, brytyjski aktor
  - Mehdi Méniri, algierski piłkarz
  - Joanna Pokojska, polska aktorka
  - Zuleikha Robinson, brytyjska aktorka
  - Nadine Rohr, szwajcarska lekkoatletka, tyczkarka
  - Ewelina Serafin, polska aktorka
  - Mariusz Skrzesiński, polski judoka
- 30 czerwca:
  - Aneta Bełka, polska wioślarka, trenerka
  - Serhij Bojko, ukraiński sędzia piłkarski
  - Þórey Edda Elísdóttir, islandzka lekkoatletka, tyczkarka
  - Li Leilei, chiński piłkarz, bramkarz
  - Tathiana Garbin, włoska tenisistka
  - Rainer Schönfelder, austriacki narciarz alpejski
  - Sława Umińska-Duraj, polska działaczka samorządowa, prezydent Piekar Śląskich
- 1 lipca:
  - Jarome Iginla, kanadyjski hokeista pochodzenia nigeryjskiego
  - Helena Jaklitsch, słoweńska historyk, polityk
  - Balázs Molnár, węgierski piłkarz
  - Verónica Sánchez, hiszpańska aktorka
  - Liv Tyler, amerykańska aktorka
- 2 lipca:
  - Eduardo Allax, brazylijski piłkarz, bramkarz, trener
  - Andrzej Bledzewski, polski piłkarz, bramkarz
  - Carl Froch, brytyjski bokser
  - José Rivera, portorykański siatkarz
  - Maider Unda, hiszpańska zapaśniczka
- 3 lipca:
  - Ołeh Sałtoweć, ukraiński koszykarz
  - Dejan Bożkow, bułgarski szachista
  - Natascha Keller, niemiecka hokeistka na trawie
  - Sandra Smisek, niemiecka piłkarka
  - Michela Teixeira, brazylijska siatkarka
- 4 lipca:
  - Alborosie, włoski muzyk i wokalista reggae
  - Orri Páll Dýrason, islandzki perkusista, członek zespołu Sigur Rós
  - Daniel Melo, brazylijski tenisista
  - Zheng Bin, chiński piłkarz
  - Zoe Naylor, australijska aktorka, modelka, dziennikarka
- 5 lipca:
  - Alicja Gąsiorowska, polska koszykarka
  - Dagmara Ajnenkiel, polska pływaczka
  - Mario Hieblinger, austriacki piłkarz
  - Nicolas Kiefer, niemiecki tenisista
  - Roman Magdziarczyk, polski lekkoatleta, chodziarz
  - Royce da 5'9", amerykański raper
  - Zhong Guiqing, chińska lekkoatletka, tyczkarka
- 6 lipca:
  - Mirela Corjeauțanu, rumuńska siatkarka
  - Li Jinyu, chiński piłkarz
  - Maks Mirny, białoruski tenisista
  - Kamila Porczyk, polska fotomodelka, zawodniczka MMA
- 7 lipca:
  - Justyna Bargielska, polska poetka, pisarka
  - Benjamin Huggel, szwajcarski piłkarz
  - Bartek Kapłoński, polski muzyk, kompozytor, autor tekstów, realizator dźwięku
  - Zvenyika Makonese, zimbabwejski piłkarz
  - Dan Whitesides, amerykański perkusista, członek zespołu The Used
  - Marek Żerański, polski aktor
- 8 lipca:
  - Christian Abbiati, włoski piłkarz, bramkarz
  - Maciej Jachowski, polski aktor, wokalista
  - David Kannemeyer, południowoafrykański piłkarz
  - Julija Lachowa, rosyjska lekkoatletka, skoczkini wzwyż
  - Liu Xianying, chińska biathlonistka
  - Salima Safar, tunezyjska tenisistka
  - Paolo Tiralongo, włoski kolarz szosowy
  - Milo Ventimiglia, amerykański aktor pochodzenia włosko-indyjskiego
- 9 lipca – Tomasz Miśkiewicz, polski duchowny muzułmański, mufti Muzułmańskiego Związku Religijnego w Rzeczypospolitej Polskiej
- 10 lipca:
  - Sonia Aquino, włoska aktorka
  - Schapelle Corby, australijska przestępczyni
  - Chiwetel Ejiofor, brytyjski aktor pochodzenia nigeryjskiego
  - Jamba, angolski piłkarz
  - Cezary Jankowski, polski aktor
  - Gwendoline Yeo, amerykańska aktorka pochodzenia chińskiego
- 11 lipca:
  - Salman Isa, bahrajński piłkarz
  - Goapele, amerykańska piosenkarka
  - Robert Kempiński, polski szachista
  - Finau Maka, tomgański rugbysta
  - Edward Moss, amerykański aktor, tancerz
  - Jorge Ramírez, kubański piłkarz
  - Gorazd Škof, słoweński piłkarz ręczny, bramkarz
- 13 lipca:
  - Elnur Amanov, azerski taekwondzista
  - Bernadett Ferling, węgierska piłkarka ręczna
  - Wojciech Jabłoński, polski muzyk, multiinstrumentalista, członek zespołu Kult
  - Violetta Kołakowska, polska aktorka, modelka, stylistka
  - Jimisola Laursen, szwedzki lekkoatleta, sprinter
  - Marta Makowska, polska szpadzistka
  - Romain Mesnil, francuski lekkoatleta, tyczkarz
  - Merwan Rim, francuski piosenkarz, autor tekstów
  - Ashley Scott, amerykańska aktorka, modelka
  - Kari Wahlgren, amerykańska aktorka
- 14 lipca:
  - Wiktoria Bernadotte, szwedzka księżniczka, następczyni tronu
  - Marcin Dudziński, polski piłkarz, trener
  - Ondřej Liška, czeski polityk
  - Marcin Prokop, polski dziennikarz i prezenter telewizyjny
  - Adil Ramzi, marokański piłkarz
  - Maciej Tomczak, polski szablista
- 15 lipca:
  - Kitana Baker, amerykańska aktorka, modelka
  - Roberto Brown, panamski piłkarz
  - David Hussey, australijski krykiecista
  - Galina Lichaczowa, rosyjska łyżwiarka szybka
  - Brian Maya, argentyński aktor, scenarzysta i producent filmowy pochodzenia żydowskiego
  - Lana Parrilla, amerykańska aktorka
  - Tomislav Smoljanović, chorwacki wioślarz
  - Ray Toro, amerykański gitarzysta, członek zespołu My Chemical Romance
- 17 lipca:
  - Leif Hoste, belgijski kolarz szosowy
  - Nina Kreutzmann Jørgensen, grenlandzka piosenkarka
  - Justyna Majkowska, polska wokalistka, członkini zespołu Ich Troje
  - Marc Savard, kanadyjski hokeista
  - Mario Stecher, austriacki kombinator norweski
  - Wout Wijsmans, belgijski siatkarz
- 18 lipca:
  - Robert Koszucki, polski aktor
  - Aleksandr Moroziewicz, rosyjski szachista
  - Kelly Reilly, brytyjska aktorka
  - Niweat Siriwong, tajski piłkarz
  - Katarzyna Stachowicz, polska polityk, poseł na Sejm RP
- 19 lipca:
  - Jan Adam Kaczkowski, polski duchowny katolicki, prezbiter (zm. 2016)
  - Haitham Mostafa, sudański piłkarz
  - Zuzanna Szwed, polska łyżwiarka figurowa
- 21 lipca:
  - Danny Ecker, niemiecki lekkoatleta, tyczkarz
  - Llewellyn Herbert, południowoafrykański lekkoatleta, płotkarz
  - Jaime Murray, brytyjska aktorka
  - Magdalena Olechnowska, polska lekkoatletka, trójskoczkini
  - Allison Wagner, amerykańska pływaczka
- 23 lipca:
  - Silvia Colloca, włoska aktorka
  - Francesco Fortunato, włoski siatkarz
  - Jarosław Kłys, polski hokeista
  - Paweł Podgórski, polski aktor, wokalista
  - Néicer Reasco, ekwadorski piłkarz
- 24 lipca:
  - Arnold Bruggink, holenderski piłkarz
  - Danny Dyer, brytyjski aktor
  - Vratislav Greško, słowacki piłkarz
  - Yago Lamela, hiszpański lekkoatleta, skoczek w dal i trójskoczek (zm. 2014)
  - Mehdi Mahdawikia, irański piłkarz
  - Marija Maksakowa-Igenbergs, rosyjska śpiewaczka operowa (mezzosopran), polityk
  - Dawid Murek, polski siatkarz
- 25 lipca:
  - Carolina Albuquerque, brazylijska siatkarka
  - Federico Elduayén, urugwajski piłkarz, bramkarz
  - Ibrahim Tanko, ghański piłkarz
  - Zdeněk Vítek, czeski biathlonista
- 26 lipca:
  - Christophe Laurent, francuski kolarz szosowy
  - Martin Laursen, duński piłkarz
  - Markwayne Mullin, amerykański polityk, kongresmen
  - Alaksandr Syman, białoruski biathlonista
  - Tanja Szewczenko, niemiecka łyżwiarka figurowa pochodzenia ukraińskiego
  - Anthony Tokpah, liberyjski piłkarz, bramkarz
  - Manuel Witting, austriacki aktor
- 28 lipca:
  - Aki Berg, fiński hokeista
  - Mark Boswell, kanadyjski lekkoatleta, skoczek wzwyż
  - Brasília, brazylijski piłkarz
  - Manu Ginóbili, argentyński koszykarz
  - Ciprian-Costică Nanu, rumuński szachista
  - Ksienija Swietłowa, izraelska dziennikarka, polityk pochodzenia rosyjskiego
- 29 lipca:
  - Shannon Boxx, amerykańska piłkarka
  - Brian Burton, amerykański didżej, producent muzyczny
  - Jozef Hrdlička, słowacki polityk
  - Michał Sitarski, polski aktor
- 30 lipca:
  - Alanna Kraus, kanadyjska łyżwiarka szybka
  - Misty May-Treanor, amerykańska siatkarka plażowa
  - Daniel Nermark, szwedzki żużlowiec
  - Jürgen Patocka, austriacki piłkarz
  - Jaime Pressly, amerykańska aktorka, modelka, piosenkarka
  - Ian Watkins, walijski wokalista, członek zespołu Lostprophets
  - Żurom, polski raper
- 31 lipca:
  - Jan Budař, czeski aktor, scenarzysta, reżyser, muzyk
  - Jennifer Kessy, amerykańska siatkarka plażowa
  - Renato Pasini, włoski biegacz narciarski
- 1 sierpnia – Piotr Masłowski, polski polityk, samorządowiec, wiceprezydent Rybnika, senator XI kadencji
- 3 sierpnia:
  - Kriton Arsenis, grecki ekolog, polityk
  - Tom Brady, amerykański futbolista
  - Maria Cześnik, polska triathlonistka
  - Tómas Lemarquis, islandzko-francuski aktor
  - Milan Obradović, serbski piłkarz
  - Konstantyn (Ostrowski), rosyjski biskup prawosławny
  - Óscar Pereiro Sio, hiszpański kolarz szosowy
  - Kristina Schröder, niemiecka socjolog, polityk
  - Rui Silva, portugalski lekkoatleta, średniodystansowiec
- 4 sierpnia:
  - Sandra Mandir, chorwacka koszykarka
  - Luís Boa Morte, portugalski piłkarz
  - Marek Heinz, czeski piłkarz
  - Jean-Michel Sama Lukonde, kongijski polityk, premier Demokratycznej Republiki Konga
  - Ołeksandr Szymko, ukraiński kompozytor, pianista
- 5 sierpnia – Łukasz Garlicki, polski aktor
- 6 sierpnia:
  - Piotr Miś, polski koszykarz
  - Aneta Michalak-Białkowska, polska kajakarka
  - Zdenka Podkapová, czeska aktorka erotyczna
- 7 sierpnia:
  - Jamey Jasta, amerykański muzyk, wokalista, członek zespołu Hatebreed
  - Aleksandra Kurzak, polska śpiewaczka operowa (sopran)
  - Samantha Ronson, brytyjska piosenkarka, autorka tekstów, didżejka
  - Grzegorz Stępień, polski basista, członek zespołów: Oddział Zamknięty i Bimber Polland
  - Adam Zaczkowski, polski samorządowiec i urzędnik, wicewojewoda śląski
- 8 sierpnia:
  - Kunle Adejuyigbe, nigeryjski lekkoatleta, sprinter
  - Tommy Ingebrigtsen, norweski skoczek narciarski
  - Bianca Kappler, niemiecka lekkoatletka, skoczkini w dal
  - Daniel Moreira, francuski piłkarz pochodzenia portugalskiego
  - Biejbułat Musajew, rosyjski i białoruski zapaśnik
  - Szilárd Németh, słowacki piłkarz pochodzenia węgierskiego
  - Christian Oberstolz, włoski saneczkarz
  - Darwin Peña, boliwijski piłkarz
- 9 sierpnia:
  - Gianina Cărbunariu, rumuńska dramatopisarka, reżyserka teatralna
  - Ravshan Ermatov, uzbecki sędzia piłkarski
  - Chamique Holdsclaw, amerykańska koszykarka
  - Tetiana Kołesnikowa, ukraińska wioślarka
  - Marek Serafin, polski aktor
  - Mikaël Silvestre, francuski piłkarz
  - Ime Udoka, amerykański koszykarz pochodzenia nigeryjskiego
- 10 sierpnia:
  - Luciana Aymar, argentyńska hokeistka na trawie
  - Li Shilong, chiński szachista
  - Sergiu Radu, rumuński piłkarz
- 11 sierpnia:
  - Venson Hamilton, amerykański koszykarz
  - Sylwia Jasińska, polska siatkarka
  - Mariela Laurora, argentyńska lekkoatletka, tyczkarka
  - Pongsaklek Wonjongkam, tajski bokser
- 12 sierpnia:
  - Jesper Grønkjær, duński piłkarz
  - Artur Kempa, polski muzyk, kompozytor, wokalista, członek zespołów: Neolithic, Soulburners, Black River, The Stray, Wrinkled Fred i Hołdys Kosmos
  - Iva Majoli, chorwacka tenisistka
  - Łukasz Mikołajczyk, polski nauczyciel, polityk, senator RP, wojewoda wielkopolski
  - Bartłomiej Wróbel, polski hokeista, trener
- 13 sierpnia – Michael Klim, australijski pływak pochodzenia polskiego
- 14 sierpnia:
  - Lauren Baylon, peruwiańska siatkarka
  - Jelena Jeżowa, rosyjska siatkarka
  - Pål Mathiesen, norweski muzyk, kompozytor, wokalista, autor tekstów, członek zespołów: Susperia i Chrome Division
  - Tonya Verbeek, kanadyjska zapaśniczka
- 17 sierpnia:
  - Nathan Deakes, australijski lekkoatleta, chodziarz
  - William Gallas, francuski piłkarz
  - Thierry Henry, francuski piłkarz
  - Leszek Lichota, polski aktor
  - Daniel Pancu, rumuński piłkarz
  - Edu del Prado, hiszpański piosenkarz, aktor
  - Tarja Turunen, fińska piosenkarka, autorka tekstów, kompozytorka
  - Natasza Urbańska, polska aktorka, piosenkarka, tancerka
- 19 sierpnia:
  - Régine Chassagne, kanadyjska piosenkarka i multiinstrumentalistka[4]
  - Will Hurd, amerykański polityk, kongresmen
  - Katarzyna Klepacz, polska strzelczyni sportowa
  - Iban Mayo, baskijski kolarz szosowy
  - Ricco Rodriguez, amerykański grapler, zawodnik MMA pochodzenia meksykańskiego
  - Shaun Stonerook, amerykańsko-włoski koszykarz
- 20 sierpnia – Tane Spasew, macedoński koszykarz, trener
- 22 sierpnia:
  - Kinga Bóta, węgierska kajakarka
  - Heiðar Helguson, islandzki piłkarz
  - Miho Kanno, japońska aktorka
  - Marcin Pasionek, polski piłkarz
- 23 sierpnia:
  - Ilja Gorochow, rosyjski hokeista
  - Alenka Gotar, słoweńska śpiewaczka operowa (sopran)
  - Agata Igras, polska flecistka, wykładowca akademicki
  - Yoshiharu Ikeda, japoński skoczek narciarski
  - Igor Pietrienko, rosyjski aktor
  - Jelena Rozga, chorwacka piosenkarka
  - Douglas Sequeira, kostarykański piłkarz, trener
  - Moritz Tittel, niemiecki aktor, muzyk
- 24 sierpnia – Amy Gough, kanadyjska skeletonistka
- 26 sierpnia:
  - Therese Alshammar, szwedzka pływaczka
  - Tripp Phillips, amerykański tenisista
  - Ákos Vereckei, węgierski kajakarz
- 27 sierpnia:
  - Deco, portugalski piłkarz pochodzenia brazylijskiego
  - Massimo Fabbrizi, włoski strzelec sportowy
  - Olga Nazarowa, białoruska biathlonistka
  - Anna Szamowa, rosyjska zapaśniczka
  - Alaksandr Usau, białoruski kolarz szosowy
- 28 sierpnia – Todor Gečevski, macedoński koszykarz
- 29 sierpnia:
  - John Hensley, amerykański aktor
  - John O’Brien, amerykański piłkarz, reprezentant USA
  - Carter Rycroft, kanadyjski curler
  - Jo Weil, niemiecki aktor
- 30 sierpnia:
  - George Kollias, grecki muzyk, kompozytor, wokalista, członek zespołów: Nile, Nightfall i Sickening Horror
  - Kamil Kosowski, polski piłkarz
  - Jens Ludwig, niemiecki gitarzysta, kompozytor, członek zespołu Edguy
  - Laureta Meci, albańska aktorka
  - Cosiri Rodríguez, dominikańska siatkarka
  - Alexander Rondón, wenezuelski piłkarz
  - Félix Sánchez, dominikański lekkoatleta, płotkarz
- 31 sierpnia:
  - Konstantin Gorowikow, rosyjski hokeista
  - Jeff Hardy, amerykański wrestler, aktor
  - Ian Harte, irlandzki piłkarz
  - Serafin (Kuźminow), rosyjski biskup prawosławny
  - Del Marquis, amerykański gitarzysta, członek zespołu Scissor Sisters
  - Craig Nicholls, australijski wokalista, gitarzysta, członek zespołu The Vines
  - Shannon Richardson, amerykańska aktorka, przestępczyni
  - Chris Rogers, australijski krykiecista
- 1 września:
  - David Albelda, hiszpański piłkarz
  - Glenn Ashby, australijski żeglarz sportowy
  - Vincent Montméat, francuski siatkarz
  - Simona Rinieri, włoska siatkarka
  - Aleksiej Wasiljew, rosyjski hokeista
  - Youssef Chafik, marokański piłkarz
- 2 września:
  - Roel van Helden, holenderski perkusista, członek zespołu Powerwolf
  - Frédéric Kanouté, malijski piłkarz
  - Felipe Loureiro, brazylijski piłkarz
  - Marek Mintál, słowacki piłkarz
  - Sam Rivers, amerykański basista, członek zespołu Limp Bizkit
  - Elica Todorowa, bułgarska piosenkarka, perkusistka
- 3 września:
  - Mike Biaggio, meksykański aktor
  - Cai Yalin, chiński strzelec sportowy
  - Diogo Coutinho, portugalski rugbysta
  - Frank Depestele, belgijski siatkarz
  - Stephen Laybutt, australijski piłkarz
  - Rui Marques, angolski piłkarz
  - Olof Mellberg, szwedzki piłkarz
  - Boniface N’Dong, senegalsko-niemiecki koszykarz
  - Jekatierina Winogradowa, białoruska biathlonistka
- 4 września:
  - Andrew Levitas, amerykański aktor, malarz, fotograf pochodzenia greckiego
  - Serhij Perchun, ukraiński piłkarz, bramkarz (zm. 2001)
  - Lucie Silvas, brytyjska piosenkarka, autorka tekstów
  - Kia Stevens, amerykańska wrestlerka
- 5 września:
  - Joseba Etxeberria, hiszpański piłkarz narodowości baskijskiej
  - Tereza Marinowa, bułgarska lekkoatletka, trójskoczkini
  - Nazr Mohammed, amerykański koszykarz
- 6 września:
  - Martha Fierro Baquero, ekwadorska szachistka, trenerka
  - Mikołaj (Kapustin), ukraiński biskup prawosławny
  - Katalin Novák, węgierska działaczka polityczna, prezydent Węgier
- 7 września:
  - Daniel Ambroziński, polski kapral (zm. 2009)
  - Władimir But, rosyjski piłkarz
  - Mateen Cleaves, amerykański koszykarz
  - Fedde le Grand, holenderski didżej, producent muzyczny
  - Ariel Jakubowski, polski piłkarz
  - Viktor Karpenko, uzbecki piłkarz pochodzenia rosyjskiego
  - Dominika Łakomska, polska aktorka
  - Nalini Singh, nowozelandzka pisarka pochodzenia fidżyjskiego
- 8 września:
  - Nate Johnson, amerykański koszykarz
  - Jason Collier, amerykański koszykarz (zm. 2005)
  - Maja Medvešek, słoweńska lekkoatletka, tyczkarka
  - Małgorzata Rosiak, polska snowboardzistka
  - Sonja Wiedemann, niemiecka saneczkarka
- 9 września:
  - Piotr Bobras, polski szachista
  - Maja Motylewska, polska siatkarka
  - Weronika Ratusińska-Zamuszko(inne języki), polska kompozytorka
  - Adrian Sobczyński, polski piłkarz, trener
  - Fatih Tekke, turecki piłkarz
- 10 września:
  - Massimo Bulleri, włoski koszykarz, trener
  - Łukasz Gibała, polski przedsiębiorca, polityk, poseł na Sejm RP
  - Trudi Musgrave, australijska tenisistka
  - Arkadiusz Nowinowski, polski szablista
  - Bernardo Romeo, argentyński piłkarz
- 11 września:
  - Jonny Buckland, gitarzysta grupy Coldplay
  - Przemysław Błaszczyk, polski polityk
  - Matthew Stevens, walijski snookerzysta
- 12 września:
  - Brady Clark, amerykański curler
  - Idan Raichel, izraelski piosenkarz
  - Fernando Sales, hiszpański piłkarz
  - Hennadij Zubow, ukraiński piłkarz, trener piłkarski
- 13 września:
  - Fiona Apple, amerykańska piosenkarka, pianistka
  - Eirik Bakke, norweski piłkarz
  - Ałan Cagajew, bułgarski sztangista pochodzenia osetyjskiego
  - Vitorino Hilton, brazylijski piłkarz
  - Michał Litwiniuk, polski samorządowiec, prezydent Białej Podlaskiej
  - Tomasz Mering, polski autor komiksów
  - Iraklij Pircchaława, rosyjski piosenkarz pochodzenia gruzińskiego
  - Zéphirin Zoko, iworyjski piłkarz
- 14 września:
  - Alex, brazylijski piłkarz
  - Malik Bendjelloul, szwedzki reżyser filmowy pochodzenia algierskiego (zm. 2014)
  - István Ferenczi, węgierski piłkarz
  - Konrad Raczkowski, polski ekonomista, urzędnik państwowy
  - Laura Räty, fińska lekarka, działaczka samorządowa, polityk
  - Fevzi Tuncay, turecki piłkarz, bramkarz
  - Yang Yang, chińska łyżwiarka szybka, specjalistka short tracku
- 15 września:
  - Chimamanda Ngozi Adichie, nigeryjska pisarka
  - Angela Aki, japońsko-amerykańska piosenkarka, kompozytorka, autorka tekstów
  - Tom Hardy, brytyjski aktor
  - Caterina Murino, włoska aktorka
  - Jarosław Sobczyński, polski siatkarz
  - Wałentyn Slusar, ukraiński piłkarz
  - Mark Tacher, meksykański piosenkarz, gitarzysta
  - Jason Terry, amerykański koszykarz
- 16 września – Beata Prei, polska sztangistka
- 17 września:
  - Alemitu Bekele, turecka lekkoatletka, biegaczka długodystansowa pochodzenia etiopskiego
  - Simona Gioli, włoska siatkarka
  - Jelena Godina, rosyjska siatkarka
  - Rołan Gusiew, rosyjski piłkarz
  - Denis Kang, kanadyjski zawodnik MMA
  - Simone Perrotta, włoski piłkarz
  - Joanna Rossa, polska aktorka
  - Ilona Wrońska, polska aktorka
- 18 września – Matúš Vallo, słowacki architekt, samorządowiec, burmistrz Bratysławy
- 19 września:
  - Mirco Baldacci, sanmaryński kierowca rajdowy
  - Tasha Danvers, brytyjska lekkoatletka, płotkarka
  - Ryan Dusick, amerykański perkusista, gitarzysta, członek zespołu Maroon 5
  - Wałerij Honczarow, ukraiński gimnastyk
  - Kim Wraae Knudsen, duński kajakarz
  - Slobodanka Maksimović, serbska koszykarka
  - Robert Moreno, hiszpański trener piłkarski
  - Adam Petrouš, czeski piłkarz
  - Anastasija Reiberger, niemiecka lekkoatletka, tyczkarka
  - Tommaso Rocchi, włoski piłkarz
  - Emil Sutowski, izraelski szachista pochodzenia azerskiego
  - Denisa Šcipová, słowacka lekkoatletka, tyczkarka
  - Raúl Tamudo, hiszpański piłkarz
  - Wu Jiaduo, niemiecka tenisistka stołowa pochodzenia chińskiego
- 20 września:
  - Namie Amuro, japońska piosenkarka
  - Jon Inge Høiland, norweski piłkarz
  - Radiša Ilić, serbski piłkarz, bramkarz (zm. 2025)
  - Elkin Murillo, kolumbijski piłkarz
  - Melissa Price, amerykańska lekkoatletka, tyczkarka
  - Sampo Terho, fiński polityk
- 21 września:
  - Przemysław Dakowicz, polski poeta, eseista, krytyk literacki, historyk literatury
  - Audrey Dana, francuska aktorka
  - Natalia Gavrilița, mołdawska polityk, premier Mołdawii
  - Masud Mostafa Dżokar, irański zapaśnik
  - Gergely Kiss, węgierski piłkarz wodny
  - Marcin Lijewski, polski piłkarz ręczny
- 22 września:
  - Vedran Đipalo, chorwacki bokser
  - Kate Ellis, australijska polityk
  - Lubow Jahodyna, ukraińska siatkarka
  - Antti-Jussi Niemi, fiński hokeista
  - Adonis Stevenson, kanadyjski bokser
- 23 września:
  - Mahamied Aryphadżyjeu, azersko-białoruski bokser
  - Piero Esteriore, szwajcarski piosenkarz
  - Ferejdun Ghanbari, irański zapaśnik (zm. 2021)
  - Fabio Ongaro, włoski rugbysta
  - Anton Pierre, trynidadzko-tobagijski piłkarz
  - Suzanne Tamim, libańska piosenkarka (zm. 2008)
  - Andy Williams, jamajski piłkarz
  - Rachael Yamagata, amerykańska piosenkarka, kompozytorka, autorka tekstów
- 24 września:
  - Marieh Delfino, amerykańska aktorka pochodzenia wenezuelsko-kubańskiego
  - Frank Fahrenhorst, niemiecki piłkarz
  - Nuno Frechaut, portugalski piłkarz
- 25 września:
  - Łukasz Borowicz, polski dyrygent
  - Gerard Davis, nowozelandzki piłkarz
  - Serafin (Domnin), rosyjski biskup prawosławny
  - Clea DuVall, amerykańska aktorka
  - Péter Kabát, węgierski piłkarz
  - Dominika Kurdziel, polska perkusistka, kompozytorka, wokalistka, producentka muzyczna, aktorka, reżyserka programów telewizyjnych
  - Inese Lībiņa-Egnere, łotewska prawnik, polityk
  - Toni Lydman, fiński hokeista
  - Joel Moore, amerykański aktor
  - Rinaldo Nocentini, włoski kolarz szosowy
- 26 września:
  - Janne Holmén, fiński lekkoatleta, maratończyk
  - Wolfgang Menardi, austriacki aktor
  - Karin Mortensen, duńska piłkarka ręczna, bramkarka
- 28 września:
  - Anatol Brusiewicz, białoruski poeta, historyk literatury, tłumacz
  - Antonio Corvetta, włoski siatkarz
  - Krzysztof Czuba, polski elektronik
  - Lounès Gaouaoui, algierski piłkarz, bramkarz
  - Julien Pillet, francuski szablista
  - Sylvia Pinel, francuska polityk
  - Lamine Sakho, senegalski piłkarz
  - Young Jeezy, amerykański raper
- 29 września:
  - Álvaro Aparicio, hiszpański futsalista
  - Atiba Charles, trynidadzko-tobagijski piłkarz
  - Paweł Gładyś, polski aktor
  - Bogdan Mara, rumuński piłkarz
  - Amy Nixon, kanadyjska curlerka
  - Mario Rodríguez, kubański piłkarz
  - Kerstin Stegemann, niemiecka piłkarka
  - Jorgito Vargas Jr., kanadyjski aktor
- 30 września:
  - Roy Carroll, północnoirlandzki piłkarz, bramkarz
  - Magdalena Emilianowicz, polska aktorka
  - Tihomir Franković, chorwacki wioślarz
  - David García, hiszpański kolarz szosowy
  - Aleksandr Kosariew, rosyjski siatkarz
  - Marito, angolski piłkarz, bramkarz
  - Sun Jihai, chiński piłkarz
  - Héctor Tapia, chilijski piłkarz
  - Melchior Wathelet, belgijski i waloński polityk
- 1 października:
  - Lyndsay Belisle, kanadyjska zapaśniczka
  - Alejandro Hernández, meksykański tenisista
  - Dwight Phillips, amerykański lekkoatleta, skoczek w dal
  - William Priddy, amerykański siatkarz
- 3 października
  - Carole Dieschbourg, luksemburska polityk
  - Urszula Zielińska, polska polityk, poseł na Sejm RP
- 4 października:
  - Serge Dié, iworyjski piłkarz
  - Isaac Hlatshwayo, południowoafrykański bokser
  - Ana Johnsson, szwedzka piosenkarka, autorka tekstów
  - Bartłomiej Macieja, polski szachista
  - Wiktoria Padlewska, polska dziennikarka, pisarka, aktorka
  - Nick Rogers, brytyjski żeglarz sportowy
  - Najat Vallaud-Belkacem, francuska polityk pochodzenia marokańskiego
- 5 października:
  - José Fernando Fumagalli, brazylijski piłkarz
  - Paulina Hennig-Kloska, polska polityk, poseł na Sejm RP
  - Edina Knapek, węgierska florecistka
  - Leona Krištofová, czeska koszykarka
  - Szymon Niemiec, polski polityk, dziennikarz, działacz społeczny
  - Vinnie Paz, amerykański raper pochodzenia włoskiego
  - Konstantin Zyrianow, rosyjski piłkarz
- 6 października:
  - Lindsay Alcock, kanadyjska skeletonistka
  - Maria Bertelli, brytyjska siatkarka
  - Joshua Clottey, ghański bokser
  - Szimon Gerszon, izraelski piłkarz
  - Władimir Manczew, bułgarski piłkarz
  - Wes Ramsey, amerykański aktor
  - Francis Suarez, amerykański polityk, burmistrz Miami
- 8 października:
  - Madelon Baans, holenderska pływaczka
  - Anne-Caroline Chausson, francuska kolarka górska i BMX
  - Reese Hoffa, amerykański lekkoatleta, kulomiot
  - Erna Siikavirta, fińska pianistka, członkini zespołu Lordi
  - Siergiej Ulegin, rosyjski kajakarz
- 9 października:
  - Rushmi Chakravarthi, indyjska tenisistka
  - Mehmet Dragusha, albański piłkarz
  - Karin Elharrar, izraelska polityk
  - Yaki Kadafi, amerykański raper
  - Aleksiej Smirnow, rosyjski tenisista stołowy
  - Petri Vehanen, fiński hokeista, bramkarz
- 10 października:
  - Alberto Cisolla, włoski siatkarz
  - Sanel Kuljić, austriacki piłkarz pochodzenia bośniackiego
  - Shin’ya Nakano, japoński motocyklista wyścigowy
  - Manila Nazzaro, włoska modelka
  - Ali Suliman, izraelsko-palestyński aktor
- 11 października:
  - Matt Bomer, amerykański aktor, producent filmowy
  - Robert Gmitruczuk, polski prawnik, polityk, wicewojewoda lubelski
  - Marcus Goree, amerykański koszykarz
  - Jérémie Janot, francuski piłkarz, bramkarz
  - Dariusz Kubisztal, polski piłkarz ręczny
  - Alicia Warlick, amerykańska lekkoatletka, tyczkarka
- 12 października:
  - Baszszar Abd Allah, kuwejcki piłkarz
  - Adrián Berbia, urugwajski piłkarz
  - Ołeksandr Beresz, ukraiński gimnastyk (zm. 2004)
  - Katarzyna Głowicka, polska kompozytorka
  - Errol McFarlane, trynidadzko-tobagijski piłkarz
  - Bode Miller, amerykański narciarz alpejski
  - Manuel Neira, chilijski piłkarz
  - Wita Pałamar, ukraińska lekkoatletka, skoczkini wzwyż
  - Piotr Szeliga, polski nauczyciel, samorządowiec, polityk, poseł na Sejm RP
  - Javier Toyo, wenezuelski piłkarz, bramkarz
- 13 października:
  - Antonio Di Natale, włoski piłkarz
  - DJ Paul, amerykański raper, producent muzyczny
  - Nanthakumar Kalliappan, malezyjski piłkarz
  - Eefke Mulder, holenderska hokeistka na trawie
  - Paul Pierce, amerykański koszykarz
  - Kiele Sanchez, amerykańska aktorka
  - Katrin Wagner-Augustin, niemiecka kajakarka
- 14 października:
  - Aaron Armstrong, trynidadzko-tobagijski lekkoatleta, sprinter
  - Bianca Beauchamp, kanadyjska modelka erotyczna
  - Joey Didulica, chorwacko-australijski piłkarz, bramkarz
  - Grzegorz Juszczyk, polski doktor nauk medycznych, urzędnik
  - Asier Maeztu, hiszpański kolarz torowy i szosowy
  - Jesper Bruun Monberg, duński żużlowiec
  - Violetta Oblinger-Peters, austriacka kajakarka górska
  - Adam Pengilly, brytyjski skeletonista
  - Nikoła Poposki, macedoński polityk
  - Katarzyna Rogowiec, polska biegaczka narciarska i biathlonistka, paraolimpijka, działaczka społeczna
  - Daniel Torres, kostarykański piłkarz
  - Oleg Velyky, niemiecki piłkarz ręczny pochodzenia ukraińskiego (zm. 2010)
- 15 października:
  - Florent Boutte, francuski kolarz BMX
  - Michał Chadała, polski siatkarz
  - Troy Elder, australijski hokeista na trawie
  - Gabriela Frycz, polska aktorka
  - David Trezeguet, francuski piłkarz pochodzenia argentyńskiego
- 17 października:
  - Dudu Aouate, izraelski piłkarz, bramkarz
  - Marco Bui, włoski kolarz górski
  - Agnieszka Giedrojć-Juraha, polska lekkoatletka, skoczkini wzwyż
  - Noureddine Kacemi, marokański piłkarz
  - Biljana Topić, serbska lekkoatletka, trójskoczkini
  - André Villas-Boas, portugalski trener piłkarski
  - Stephen Wooldridge, australijski kolarz szosowy i torowy (zm. 2017)
- 18 października:
  - Paweł Zagumny, polski siatkarz, reprezentant Polski
  - Terrell McIntyre, amerykański koszykarz
  - Amy Tong, amerykańska judoczka
- 19 października – Mariusz Zaniewski, polski aktor
- 20 października:
  - Simon Emil Ammitzbøll, duński polityk
  - Ricky Bower, amerykański snowboardzista
  - Mariusz Cendrowski, polski bokser
  - Hun Manet, kambodżański polityk, premier Kambodży
  - Erko Saviauk, estoński piłkarz
  - Sam Witwer, amerykański aktor
  - Yu Shumei, chińska biathlonistka
- 22 października:
  - Grit Jurack, niemiecka piłkarka ręczna
  - Christian Meyer, norweski skoczek narciarski, trener
  - Anna Tenje, szwedzka polityk
- 23 października:
  - Brad Haddin, australijski krykiecista
  - Aleksandre Iaszwili, gruziński piłkarz
  - Wiktorija Siumar, ukraińska dziennikarka, polityk
- 24 października:
  - Beata Jewiarz, polska aktorka
  - Iván Kaviedes, ekwadorski piłkarz
  - Marie-Hélène Prémont, kanadyjska kolarka górska
  - Monika Zawadzka, polska artystka wizualna
- 25 października:
  - Rodolfo Bodipo, piłkarz z Gwinei Równikowej
  - Yehonathan Gatro, izraelski piosenkarz, aktor
  - Jamill Kelly, amerykański zapaśnik
  - Mitică Pricop, rumuński kajakarz, kanadyjkarz
  - Birgit Prinz, niemiecka piłkarka
  - The Alchemist, amerykański producent muzyczny, raper, didżej
- 26 października – Cezary Atamańczuk, polski polityk
- 27 października:
  - Sayed Abdel Hafeez, egipski piłkarz
  - Jiří Jarošík, czeski piłkarz
  - Zab Judah, amerykański bokser
  - Rita Sadzevičienė, litewska lekkoatletka, tyczkarka
  - Kumar Sangakkara, lankijski krykiecista
  - Maik Weichert, niemiecki gitarzysta, autor tekstów, członek zespołu Heaven Shall Burn
- 28 października:
  - Christoph Bieler, austriacki kombinator norweski
  - Uładzimir Hajeu, białoruski piłkarz, bramkarz
  - Sara Sommerfeld, szwedzka aktorka pochodzenia polsko-żydowskiego
  - Jolanta Wojnarowicz, polska judoczka
- 29 października:
  - Jon Abrahams, amerykański aktor
  - Julio Camejo, kubański aktor, tancerz
  - Juraj Czinege, słowacki piłkarz
  - Brendan Fehr, kanadyjski aktor pochodzenia niemiecko-norweskiego
  - Wilfredo García, kubański zapaśnik
  - Robert Sens, niemiecki wioślarz
  - Leandro Simi, brazylijski futsalista
  - Aistė Smilgevičiūtė, litewska piosenkarka
- 30 października:
  - Emeka Ifejiagwa, nigeryjski piłkarz
  - František Lukl, czeski samorządowiec, polityk
  - Rodrigo Meléndez, chilijski piłkarz
  - Andrzej Rzońca, polski ekonomista, nauczyciel akademicki
  - Tomasz Sobczak, polski fotograf
  - Jördis Triebel, niemiecka aktorka
- 31 października:
  - Sylviane Félix, francuska lekkoatletka, sprinterka
  - Séverine Ferrer, francuska piosenkarka, aktorka, prezenterka telewizyjna
  - Chikara Fujimoto, japoński piłkarz
  - Janet Klein, niemiecka biathlonistka
  - Larissa Maciel, brazylijska aktorka
  - Martina Pechová, czeska koszykarka
- 2 listopada:
  - Rodney Buford, amerykański koszykarz
  - Dzmitryj Dudzik, białoruski hokeista
  - Randy Harrison, amerykański aktor
  - Konstandinos Ikonomidis, grecki tenisista
  - Reshma Shetty, brytyjsko-amerykańska aktorka pochodzenia indyjskiego
  - Hans Weingartner, austriacki reżyser i scenarzysta filmowy
  - Marzena Żaba, polska strzelczyni sportowa
- 3 listopada:
  - Patrick Dwyer, australijski lekkoatleta, sprinter
  - Rossana Fernández Maldonado, peruwiańska aktorka
  - Aria Giovanni, amerykańska aktorka pornograficzna
  - Cathleen Großmann, niemiecka pływaczka
  - Dzmitryj Kawalonak, białoruski piłkarz
  - Jekatierina Mironowa, rosyjska skeletonistka
  - Jane Monheit, amerykańska wokalistka jazzowa
  - Greg Plitt, amerykański instruktor fitness, model, aktor (zm. 2015)
  - Óscar Salazar, meksykański taekwondzista
  - Artur Ślusarczyk, polski hokeista
  - Makoto Tsuruga, japoński curler
- 4 listopada:
  - Chen Ying, chińska strzelczyni sportowa
  - Christo Jowow, bułgarski piłkarz
  - Sławomir Krzak, polski hokeista
  - Aleksander Ptak, polski piłkarz, bramkarz
  - Ewgenija Radanowa, bułgarska łyżwiarka szybka, polityk
- 5 listopada:
  - Sherry Argov, amerykańska pisarka
  - Mihai Covaliu, rumuński szablista
  - Dragiša Drobnjak, słoweński koszykarz
  - Justin Muzinich, amerykański polityk, zastępca sekretarza skarbu
  - Brittney Skye, amerykańska aktorka pornograficzna
  - Chasanbi Taow, rosyjski judoka
  - Maarten Tjallingii, holenderski kolarz szosowy
  - Richard Wright, angielski piłkarz, bramkarz
- 7 listopada:
  - Hu Binyuan, chiński strzelec sportowy
  - Andres Oper, estoński piłkarz
  - María Sánchez Lorenzo, hiszpańska tenisistka
  - Ville Vahalahti, fiński hokeista
- 8 listopada:
  - Jusuf Abdusalomow, tadżycki zapaśnik
  - Craig Joubert, południowoafrykański sędzia rugby union
  - Aleksandra Saraceń, polska pięcioboistka nowoczesna
  - Zachari Sirakow, bułgarski piłkarz
- 9 listopada:
  - Albano Bizzarri, argentyński piłkarz, bramkarz
  - Ludmyła Błonśka, ukraińska lekkoatletka, wieloboistka
  - Dzmitryj Daszczynski, białoruski narciarz dowolny
  - Sonja Jógvansdóttir, farerska polityk
  - Vincent Jones, amerykański koszykarz
  - Krzysztof Wiszniewski, polski gitarzysta, kompozytor, członek zespołów: Viridian i Stunheart
- 10 listopada:
  - Abdullah Jumaan Al-Dosari, saudyjski piłkarz
  - Micheil Aszwetia, gruziński piłkarz
  - Josh Barnett, amerykański zawodnik MMA
  - Chris Heinrich, amerykański koszykarz
  - Irina Kalentjewa, rosyjska kolarka górska
  - Fardin Masumi, irański zapaśnik
  - Nina Mercedez, amerykańska aktorka pornograficzna
  - Brittany Murphy, amerykańska aktorka (zm. 2009)
  - Erik Nevland, norweski piłkarz
  - Won Bin, południowokoreański aktor
- 11 listopada:
  - Arianna Follis, włoska biegaczka narciarska
  - Dawid Krzykała, polski perkusista, członek zespołu Łzy
  - Maniche, portugalski piłkarz
  - Scoot McNairy, amerykański aktor
- 12 listopada:
  - James Borrego, amerykański trener koszykarski
  - Paul Hanley, australijski tenisista
  - Grzegorz Kleszcz, polski sztangista
  - Benny McCarthy, południowoafrykański piłkarz
  - Lawrence Nemeia, kiribatyjski piłkarz
  - Davide Rummolo, włoski pływak
  - Magdalena Wleklik, polska dramatopisarka, scenarzystka, reżyserka
- 13 listopada:
  - Rafał Brzoska, polski przedsiębiorca, menedżer
  - Robert Danielski, polski gitarzysta, kompozytor, członek zespołu Changer(inne języki)
  - Danijel Mađarić, chorwacki piłkarz, bramkarz
  - Lilija Szobuchowa, rosyjska lekkoatletka, biegaczka długodystansowa
- 14 listopada:
  - Brian Dietzen, amerykański aktor
  - Giovanni Franken, holenderski piłkarz, trener
  - Sara Jay, amerykańska aktorka pornograficzna
  - Simon Quarterman, brytyjski aktor
  - Obie Trice, amerykański raper
- 15 listopada – Sebastian Stock, niemiecki curler
- 16 listopada:
  - Oksana Bajuł, ukraińska łyżwiarka figurowa pochodzenia rumuńskiego
  - Robin Bell, australijski kajakarz górski
  - Maggie Gyllenhaal, amerykańska aktorka
  - Mauricio Ochmann, meksykański aktor
- 17 listopada:
  - Cafú, kabowerdeński piłkarz
  - Juan Pablo Llano, kolumbijski aktor, model
  - Andreja Mali, słoweńska biathlonistka
  - Ryk Neethling, południowoafrykański pływak
  - Anna Socha, polska judoczka
- 18 listopada:
  - Fabolous, amerykański raper
  - Liliana Gibek, polska piłkarka
  - Kamil Mikulčík, słowacki piosenkarz, aktor
- 19 listopada:
  - Mette Frederiksen, duńska polityk, premier Danii
  - Limberg Gutiérrez, boliwijski piłkarz
  - Davina Lewis(inne języki), księżniczka brytyjska
- 21 listopada:
  - Annie, norweska piosenkarka, didżejka
  - Michael Batiste, amerykański koszykarz
  - Bruno Berner, szwajcarski piłkarz
  - Gisella Duarte, peruwiańska siatkarka
  - Guillermo Giacomazzi, urugwajski piłkarz
  - Gabriel Gracindo, brazylijski aktor
  - Tobias Sammet, niemiecki wokalista, członek zespołu Edguy
  - Vickie Zummo, amerykańska zapaśniczka
- 22 listopada:
  - Santiago Acasiete, peruwiański piłkarz
  - Maciej Bodasiński, polski reżyser, scenarzysta i producent filmowy, dokumentalista
  - Ondřej Boula, czeski siatkarz
  - Ari Ichihashi, japońska lekkoatletka, biegaczka długodystansowa
  - Daniel Imhof, kanadyjski piłkarz pochodzenia szwajcarskiego
  - Barnaby Jack, nowozelandzki haker, programista (zm. 2013)
  - Juan Carlos Leaño, meksykański piłkarz
  - Marcos Ligato, argentyński kierowca rajdowy
  - Izabella Łukomska-Pyżalska, polska modelka, bizneswoman, działaczka piłkarska
  - Edgar Robles, paragwajski piłkarz (zm. 2016)
- 24 listopada:
  - Colin Hanks, amerykański aktor
  - Lucille Opitz, niemiecka łyżwiarka szybka
  - Fernando Ariel Troyansky, argentyński piłkarz pochodzenia polskiego
  - Anton Žlogar, słoweński piłkarz
- 25 listopada:
  - Irakli Abuseridze, gruziński rugbysta
  - Nuno Assis, portugalski piłkarz
  - Guillermo Cañas, argentyński tenisista
  - Jill Flint, amerykańska aktorka
  - Harald Helfgott, peruwiański matematyk
  - Liliana Jopek, polska lekkoatletka, biegaczka długodystansowa
  - Marek (Kimew), macedoński biskup prawosławny
  - Anatolij Opria, ukraiński piłkarz
  - Todd Pearson, australijski pływak
  - MacBeth Sibaya, południowoafrykański piłkarz
  - Zuzana Štočková, słowacka szachistka
- 26 listopada – Michał Cholewa, polski prawnik, samorządowiec, wicemarszałek województwa lubelskiego
- 27 listopada:
  - Oksana Chwostenko, ukraińska biathlonistka
  - Fábio Costa, brazylijski piłkarz, bramkarz
  - Branislav Nedimović, serbski samorządowiec, polityk
  - Udhayanidhi Stalin, indyjski aktor, producent filmowy
- 28 listopada:
  - Fabio Grosso, włoski piłkarz, trener
  - Acer Nethercott, brytyjski wioślarz (zm. 2013)
  - Jean Paulista, brazylijski piłkarz
  - Leszek Starczan, polski piłkarz ręczny
  - DeMya Walker, amerykańska koszykarka
- 29 listopada:
  - Stefano Basalini, włoski wioślarz
  - Michał Cichy, polski siatkarz, trener (zm. 2022)
  - Paul Goodison, brytyjski żeglarz sportowy
  - Eddie Howe, angielski piłkarz, trener
  - Shady Mohamed, egipski piłkarz
  - Andy Panko, amerykański koszykarz
  - Marija Pietrowa, rosyjska łyżwiarka figurowa
- 1 grudnia:
  - Murphy Akanji, nigeryjski piłkarz, bramkarz
  - Brad Delson, amerykański gitarzysta, członek zespołu Linkin Park
  - Joseph-Désiré Job, kameruński piłkarz
  - Jasir Sakr, egipski zapaśnik
  - Antonio Scaduto, włoski kajakarz
  - Akiva Schaffer, amerykański aktor, komik, reżyser filmowy, autor tekstów piosenek
  - Monika Veselovski, serbska koszykarka
- 2 grudnia – Marjan Šarec, słoweński dziennikarz, polityk, premier Słowenii
- 3 grudnia:
  - Monika Krupa, polska szachistka
  - Torben Liebrecht, niemiecki aktor, reżyser teatralny, telewizyjny i filmowy
  - Adam Małysz, polski skoczek narciarski, kierowca rajdowy, działacz sportowy
  - Ksenija Pajčin, serbska piosenkarka, projektantka mody, fotomodelka (zm. 2010)
- 4 grudnia:
  - Sebastián Martínez, austriacki piłkarz pochodzenia urugwajskiego
  - Danieł Mitow, bułgarski politolog, polityk
  - Darvis Patton, amerykański lekkoatleta, sprinter
  - Wjaczesław Senczenko, ukraiński bokser
  - Lubow Szaszkowa, rosyjska siatkarka
- 5 grudnia:
  - Paddy Kelly, irlandzki muzyk, piosenkarz, kompozytor, grał wraz z rodzeństwem w zespole The Kelly Family
  - Oliver Vidin, serbski trener koszykówki
- 6 grudnia:
  - Shaun Derry, angielski piłkarz, trener
  - Andrew Flintoff, angielski krykiecista
  - Ádám Komlósi, węgierski piłkarz
  - Lilana Pawłowa, bułgarska ekonomistka, polityk
  - Martin Richter, czeski hokeista
  - Mariusz Ujek, polski piłkarz
- 7 grudnia:
  - Robert Abela, maltański prawnik, polityk, premier Malty
  - Miodrag Anđelković, serbski piłkarz
  - Delron Buckley, południowoafrykański piłkarz
  - Carlos Cazorla, hiszpański koszykarz
  - Dominic Howard, brytyjski perkusista, członek zespołu Muse
  - Andrea López, kolumbijska aktorka
  - James McIlroy, brytyjski gitarzysta, kompozytor, członek zespołów: NFD, Cradle of Filth, Order of Apollyon i Chaosanct
  - Pape Sarr, senegalski piłkarz
  - Fernando Vargas, amerykański bokser pochodzenia meksykańskiego
- 8 grudnia:
  - Kurt Bernard, kostarykański piłkarz
  - Sébastien Chabal, francuski rugbysta
  - Stephen Jones, walijski rugbysta
  - Bronze Nazareth, amerykański raper, producent muzyczny
  - Aleksandra Olsza, polska tenisistka
  - Matthias Schoenaerts, belgijski aktor
  - Bartosz Tomaszek, polski kompozytor
  - Anita Weyermann, szwajcarska lekkoatletka, biegaczka średnio- i długodystansowa
- 9 grudnia:
  - Jakob Bergstedt, szwedzki snowboardzista
  - Imogen Heap, brytyjska muzyk, piosenkarka
  - Edyta Kucharska, polska siatkarka
  - Kateřina Nash, czeska biegaczka narciarska, kolarka górska
  - Emiliano Sanchez, argentyński żużlowiec pochodzenia włoskiego
- 10 grudnia:
  - Joaquín Botero, boliwijski piłkarz
  - Aleksiej Fadiejew, rosyjski kombinator norweski
  - Andrea Henkel, niemiecka biathlonistka
  - Frida Östberg, szwedzka piłkarka
  - Róbert Ruck, węgierski szachista
- 11 grudnia:
  - Roberto Baronio, włoski piłkarz
  - Viliam Čacho, słowacki hokeista, trener
  - Andreas Geritzer, austriacki żeglarz sportowy
  - Anna Piróg, polska aktorka
  - Anna Rechnio, polska łyżwiarka figurowa
  - Łukasz Simlat, polski aktor
  - Mark Streit, szwajcarski hokeista
- 12 grudnia:
  - Przemysław Bieliński, polski tłumacz
  - Bridget Hall, amerykańska modelka
  - Anna Jedynak, polska działaczka samorządowa
  - Willow Koerber, amerykańska kolarka górska
  - Dean Macey, brytyjski lekkoatleta, wieloboista
  - Klara Maučec, słoweńska żeglarka sportowa
  - Remady, szwajcarski didżej, producent muzyczny
  - Adam Sajtijew, rosyjski zapaśnik
  - Sanna Valkonen, fińska piłkarka
  - Colin White, kanadyjski hokeista
- 14 grudnia:
  - Fróði Benjaminsen, farerski piłkarz
  - Kirsten Brosbøl, duńska polityk
  - Amy Clay, australijska wioślarka
  - Romain Dumas, francuski kierowca rajdowy i wyścigowy
  - Marcin Gwóźdź, polski inżynier, samorządowiec, polityk, wicemarszałek województwa dolnośląskiego, poseł na Sejm RP
  - Janne Salli, fiński piłkarz
  - Michał Szczerba, polski samorządowiec, polityk, poseł na Sejm RP
- 15 grudnia:
  - Laetitia Berthier, burundyjska lekkoatletka, tyczkarka
  - Catherine Fox, amerykańska pływaczka
  - Wesley Ngetich, kenijski lekkoatleta, maratończyk (zm. 2008)
  - Rohff, francuski raper
  - Geoff Stults, amerykański aktor, producent filmowy
- 16 grudnia:
  - Éric Bélanger, kanadyjski hokeista
  - Mikałaj Branfiłau, białoruski piłkarz
  - Mugurel Buga, rumuński piłkarz
  - Michal Červeň, słowacki siatkarz
  - Teemu Kattilakoski, fiński biegacz narciarski
  - Senida Mesi, albańska polityk
  - Reiko Sumiya, japońska zapaśniczka
- 17 grudnia:
  - Maria Brink, amerykańska wokalistka, kompozytorka
  - Arnaud Clément, francuski tenisista
  - Oksana Fiodorowa, rosyjska fotomodelka
  - Liédson, portugalski piłkarz pochodzenia brazylijskiego
  - Mathias Seger, szwajcarski hokeista
  - Katheryn Winnick, kanadyjska aktorka pochodzenia ukraińskiego
- 19 grudnia:
  - Dominik Bąk, polski aktor
  - Tamara Boroš, chorwacka tenisistka stołowa
  - Samy Deluxe, niemiecki raper, producent muzyczny
  - Jorge Garbajosa, hiszpański koszykarz
  - LaTasha Jenkins, amerykańska lekkoatletka, sprinterka
  - Tomasz Lew Leśniak, polski twórca komiksów
  - Kerstin Szymkowiak, niemiecka skeletonistka
  - Elisa Toffoli, włoska piosenkarka, kompozytorka
  - Z-Ro, amerykański raper
- 21 grudnia:
  - Rachel Azarja, izraelska polityk
  - Nicolas Bay, francuski samorządowiec, polityk
  - Felipe Cardoso, brazylijski aktor
  - Klodian Duro, albański piłkarz
  - Emmanuel Macron, francuski bankowiec, urzędnik państwowy, polityk, prezydent Francji
- 22 grudnia:
  - Nenad Lalatović, serbski piłkarz
  - Julie Lechanteux, francuska działaczka samorządowa, polityk
  - Norbert Lins, niemiecki samorządowiec, polityk
  - Paweł Sajak, polski polityk, poseł na Sejm RP
  - Zoltán Szécsi, węgierski piłkarz wodny
- 23 grudnia:
  - Maja Frykowska, polska prezenterka telewizyjna, aktorka, piosenkarka
  - Andreas Klarström, szwedzki piłkarz
  - Jari Mäenpää, fiński muzyk, wokalista, autor piosenek, członek zespołów: Arthemesia, Ensiferum i Wintersun
- 25 grudnia:
  - Sylvi Listhaug, norweska polityk
  - Fernando Ortiz, argentyński piłkarz
  - Israel Vázquez, meksykański bokser
- 26 grudnia:
  - Fatih Akyel, turecki piłkarz
  - Sofia Bekatoru, grecka żeglarka sportowa
  - Patrick Leduc, kanadyjski piłkarz
  - Liana Mesa Luaces, kubańska siatkarka
- 27 grudnia:
  - Joanna Banasik, polska aktorka, reżyserka teatralna
  - Vjačeslavs Dombrovskis, łotewski ekonomista, polityk pochodzenia rosyjskiego
  - Florence Ekpo-Umoh, nigeryjsko-niemiecka lekkoatletka, sprinterka
  - Ángel Ortiz, paragwajski piłkarz
  - Krasimir Stefanow, bułgarski siatkarz
  - Inge Vervotte, flamandzka i belgijska polityk
- 29 grudnia:
  - Minako Ameku, japońska piosenkarka
  - Arciom Czeladzinski, białoruski piłkarz
  - Benjamin Griveaux, francuski samorządowiec, polityk
  - Andrij Kotelnyk, ukraiński bokser
  - Katherine Moennig, amerykańska aktorka
  - Kira Nagy, węgierska tenisistka
  - Keyeno Thomas, trynidadzko-tobagijski piłkarz
- 30 grudnia:
  - Laila Ali, amerykańska bokserka
  - Glory Alozie, hiszpańska lekkoatletka, sprinterka pochodzenia nigeryjskiego
  - Tarik El Jarmouni, marokański piłkarz, bramkarz
  - Saša Ilić, serbski piłkarz
  - Ji Xinpeng, chiński badmintonista
  - Jozef Krnáč, słowacki judoka
  - Kenyon Martin, amerykański koszykarz
  - Lucy Punch, brytyjska aktorka
  - Kazuyuki Toda, japoński piłkarz
- data dzienna nieznana: 
  - Marek Jakubiak, polski historyk, doktor habilitowany

## Zdarzenia astronomiczne
- 10 marca – zakrycie przez planetę Uran gwiazdy SAO 158687. Zjawisko to umożliwiło odkrycie pierścieni Urana
- 12 października – całkowite zaćmienie Słońca

## Nagrody Nobla
- z fizyki – Philip Anderson, Nevill Mott, John van Vleck
- z chemii – Ilya Prigogine
- z medycyny – Roger Guillemin, Andrew Schally, Rosalyn Yalow
- z literatury – Vicente Aleixandre
- nagroda pokojowa – Amnesty International
- z ekonomii – Bertil Ohlin, James Meade

## Święta ruchome
- Tłusty czwartek: 17 lutego
- Ostatki: 22 lutego
- Popielec: 23 lutego
- Niedziela Palmowa: 3 kwietnia
- Pamiątka śmierci Jezusa Chrystusa: 3 kwietnia
- Wielki Czwartek: 7 kwietnia
- Wielki Piątek: 8 kwietnia
- Wielka Sobota: 9 kwietnia
- Wielkanoc: 10 kwietnia
- Poniedziałek Wielkanocny: 11 kwietnia
- Wniebowstąpienie Pańskie: 19 maja
- Zesłanie Ducha Świętego: 29 maja
- Boże Ciało: 9 czerwca